# Опішня
Опі́шня (місцева назва — Опі́шне) — селище Полтавського району Полтавської області України. Старовинне козацьке містечко.
Розміщене на пагорбах понад річкою Ворсклою. «Найвище» поселення Полтавщини (208 м над рівнем моря).
Головний осередок сучасного українського гончарства. Історичне населене місце. Упродовж трьох останніх століть на території поселення інтенсивно розвивалося гончарство. Наприкінці 19 — на початку 20 століття в містечку працювали близько 1000 гончарів, продукція яких експортувалася майже на всі континенти світу.
До 1962 року Опішня була районним центром.

## Назва
Вважається що назва походить від «опока», — тобто назви осадової мікропористої породи (що складена з аморфного кремнезему з домішками глинястої речовини, скелетних часток організмів (діатомей, радіолярій та спікул кремнієвих губок), мінеральних зерен (кварцу, польових шпатів, глауконітів). Саме на її основі в Опішні розвинувся промисел, який, імовірно, прославив селище, — гончарство.
За іншою версією назва «Опішня» походить від слова опішитися, тобто відпочити, опочити, зупинитися, зійти з коня, адже містечко було на перехресті торговельних та транспортних шляхів (ця версія, однак, є малоймовірною, оскільки в документах 17-18 століть поселення найчастіше фігурує як «ωпошнє»).[джерело?]
Існують історичні варіанти топоніма «Опішня» — Опішне, Опочинське, Опушне, Опушлинське. Згідно з орфографічним словником назва селища «Опі́шня» вживається в однині, жіночого роду.

## Географія

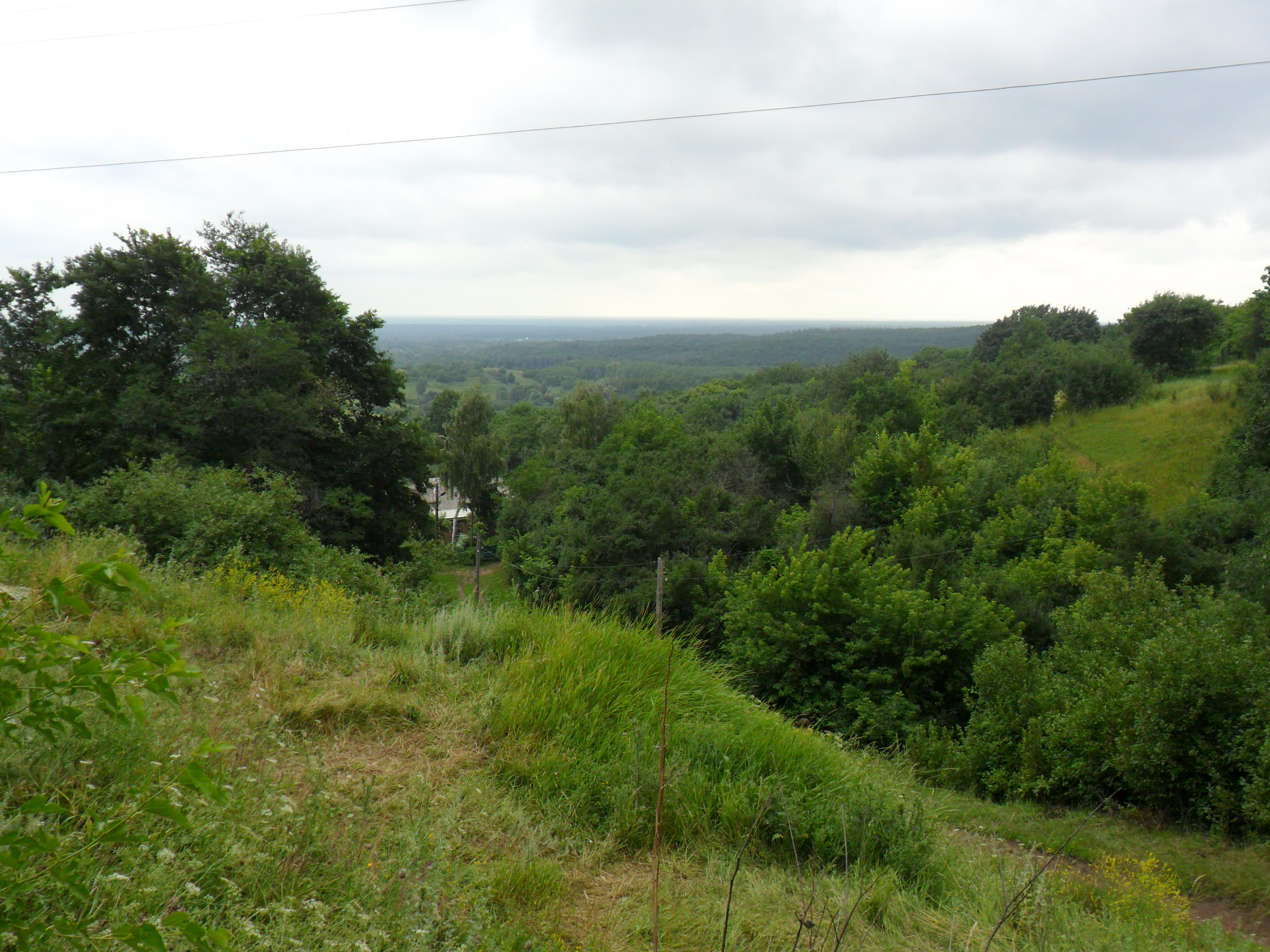
Горбиста місцевість Опішні

Селище Опішня розміщене на сході Полтавської області. Примикає до села Попівка та Малі Будища. Неподалік селища біля села Міські Млини протікає річка Ворскла. За 5 км на захід від Опішні зареєстрована абсолютна відмітка рельєфу Лівобережжя області — 202,6 м. Наявні поклади будівельної сировини: глини, піску, суглинків, супісків, гончарної глини (Опішнянське родовище, площею 200 м²).
Територія селища розкинулася у природних зонах лісостепу та степу. Рельєф місцевості рівнинний горбистий: Опішня розміщена на семи пагорбах (Фесенкових горбах), що знайшло своє відображення на прапорі та гербі селища.
Клімат Опішні суттєво не відрізняється від клімату обласного центру, тобто є помірно континентальним з прохолодною зимою і теплим (інколи спекотним) літом.
Середньорічна температура повітря становить 7,6 °С, найнижча вона у січні (-6,6 °С), найвища — у липні (+20,1 °С). У середньому за рік випадає 525 мм атмосферних опадів, найменше — у лютому-березні, найбільше — у липні.
Ґрунти — темно-сірі та чорноземи опідзолені. На сході селища у долині річки Ворскли поширені лучно-чорноземні та лучні ґрунти.

## Історія

### Історія археологічних розкопок
Опішня — одне з найдавніших поселень на Полтавщині. Згідно з археологічними знахідками, виявленими на околицях селища, ця територія була заселена ще у добу неоліту. Саме у неолітичний час набуває широке використання керамічного посуду.
По берегах річки Ворскли, поблизу сіл Глинського, Хижняківки та Яблучного, були знайдені рештки глиняного посуду. На них добре видно сліди пальців давнього майстра, адже посуд з глини робили ще без гончарного круга. На городищі знайшли також срібну римську монету часів імператора Доміціана (1 століття н. е.).
На південній околиці Опішні археологічна експедиція Інституту керамології відділення Інституту народознавства НАН України провела археологічні розкопки і виявила курган скіфського часу 5 століття до н. е.(Координати — 49.98026, 34.62552) Серед знахідок — фрагмент залізного панцира, бронзові наконечники стріл, посуд, прикраси. До черняхівської культури належить поселення на південний захід від заготконтори, де зібрана ліплена кераміка, фрагменти амфор римського часу, прясельце.

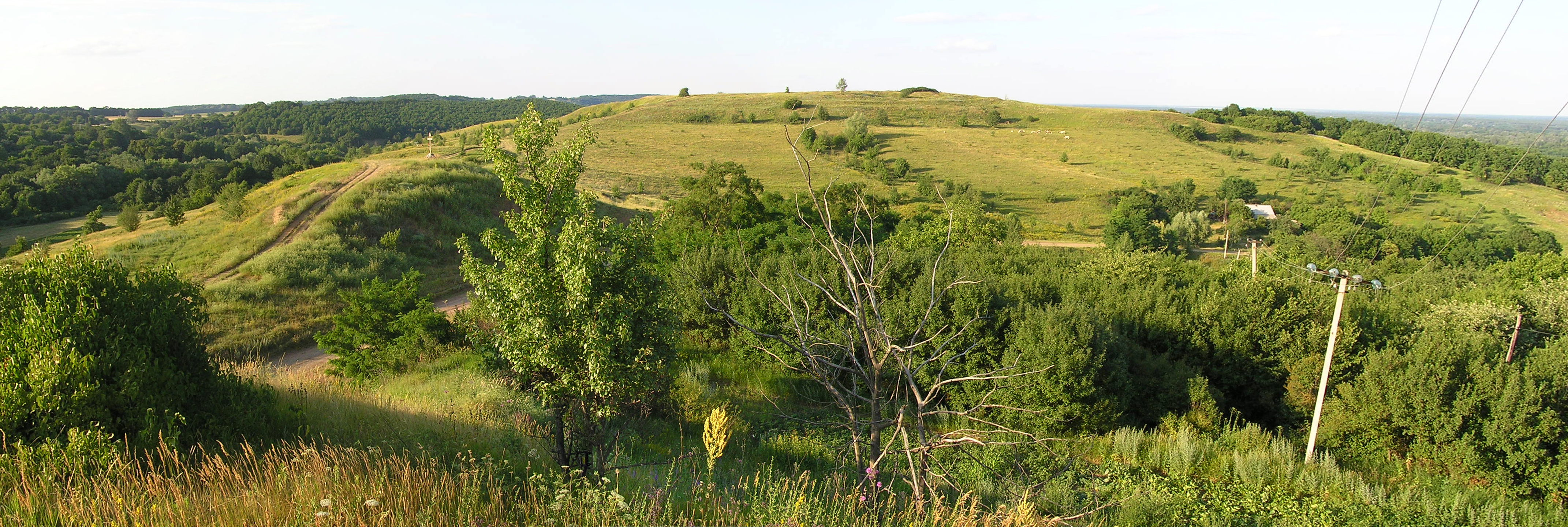
Опішнянське городище

Найпоширенішими знахідками на розкопаних поселеннях є керамічний матеріал (ліплений та гончарний посуд), який належить до 3—5 століття  н. е. У ранньому Середньовіччі ця територія була заселена сіверянами.
Опішнянське городище, датоване археологами 7—12 століттям, було невеликим за розміром. Під час археологічних досліджень було знайдено багато різних побутових речей, прикрас, виявлено ями для зберігання зерна.

### Опішня у складі Литовської держави
Наприкінці XIV століття територія Полтавщини увійшла до складу Литовської держави. Місцеве населення вело боротьбу проти нападів кочівників. 1399-го року литовський князь Вітовт зазнав поразки у битві з татарами на березі Ворскли.  1430-го року до нього у підданство перейшов знатний татарин Лекса котрий став родоначальником князів Глинських та отримав володіння у цій частині Полтавщини.

### Гетьманщина
Після Люблінської унії 1569 року українські землі увійшли до складу Речі Посполитої. Саме у її складі в 1630-х рр. населений пункт вперше згадується в писемних джерелах. У XVIII cт. містечко мало ратушну печатку з зображенням бичачої голови. 1654 року Богдан Хмельницький одержав в особисте володіння місто Гадяч з навколишніми селами та містечками, у тому числі й Опішню. Мешканці містечка брали активну участь у промосковському повстанні під проводом Мартина Пушкаря супроти гетьмана Івана Виговського 1658 року.
З 1660-х років Опішня розміщувалася на трьох пагорбах, розділених річкою Тарапунькою і струмком Чехонею. Завдяки цьому місцеві мешканці були добре забезпечені водою. Окрім того побіля них розташовувалися водяні млини та кузні. На сході та півдні розташовувалися місця для мисливства, рибальства, бортництва та брід (перевіз) через Ворсклу.
Територія кожного пагорба виконувала різні функції. Оскільки Опішня, як і кожне місто Лівобережної України XVII—XVIII століть було фортецею, два з пагорбів були укріплені ровами, земляними валами і дерев'яними стінами. З 1658 року збереглася згадка про їхнє використання — опішняни зачинили міську браму, не впустивши загін козаків та сербських найманців, очолений Іваном Богуном. На тому ж пагорбі (нині — центральна частина селища) розташовувався «город». Зокрема, торговий і адміністративний центр міста — ринкова площа, будинок сотенної канцелярії, ратуша.
На другому пагорбі (нині розташовується частина кутків «Гончарівка» і «Їсіпівка») розташовувався «замок». У ньому — споруди військового призначення: сховища для зберігання їжі й боєприпасів, приміщення для вартових, дві церкви. Посеред нього містився великий майдан прямокутної форми, на якому приблизно з 1696 року стояло 2 дерев'яні церкви: Святого архістратига Михаїла та Миколаївська. Від майдану у різні боки розходилися вулички, (нині — Гончарівська, Швейцарська, Заливчого та Комсомольська).
На третьому пагорбі (куток Прогоня) містився форштат. На ньому стояла Покровська церква і була система підземних ходів.
Як і в інших тогочасних містах, в Опішні вулиці були неширокими — до ширини трьох возів (приблизно 4,5 м). Їхня довжина не перевищувала 500 м, а забудова була щільною — з одного боку 9-10 подвір'їв. Головні вулиці були ширшими і прямішими. Інші, що відгалужувалися від них до міських брам, селітряних заводів, садків були викривленими й заплутаними. Оскільки вулиці нічим не вимощувалися, вони були надзвичайно брудними.
1736 року в містечку козаки проживали у 634 дворах, а посполиті (селяни-землероби, що належали до якогось володіння) — у 134 (всього 768). На кінець 1770-1780-х років було 45 будинків дворян і чиновників, 700 дворів козаків і 112 селян, 2 цехові двори, у яких жили козаки по найму — всього 958 будівель, з них 846 — житлові, 3 — сотенні правління. У простих козаків житло складалося з однієї-двох житлових кімнат, у заможних — з 3-6 покоїв.
Впродовж XVIII століття Опішня залишалася сотенним містечком Гадяцького полку, мала власну ратушу. З 1750-х років містечко було центром трьох козацьких сотень — відповідно Першоопошанської, Другоопошанської і Третьоопошанської (зберігаючи цей статус аж до ліквідації полково-сотенного устрою в 1781—1782 рр.). Містечко мало власну печатку з гербом (зображенням бичачої голови, обрамленої мантією й увінчаної короною).

#### Велика Північна війна
На території Опішні відбувались деякі події Великої Північної війни. Полтава була обложена шведською армією. 6 (18) травня 1709 року з'ясувалося вкрай важке становище гарнізону Полтави (вірного Петру). З метою полегшити долю обложених, російські генерали вирішили переправити частину армії через Ворсклу, зробити напад на Опішню і Будище з метою відвернути головні сили Карла XII і змусити його зняти блокаду фортеці. Напад передбачалося вести одночасно в трьох напрямках: загін Белінга мав рушити вниз Ворскли, зробити переправу і наступати до Опішні; загін генерала Гольца — атакувати за Ворсклою; кінний загін генерала-майора Шаумбурга — йти під Будище. Інша частина армії повинна була залишатися на лівому березі Ворскли в повній готовності. Тим часом, шведи на чолі з генералом-майором Карлом Густавом Росом помітивши, що російські війська збираються біля Опішні, побудували на початку травня на правому березі Ворскли зміцнення для захисту переправи. У ніч на 7 (19) травня загін Гольця розпочав споруджувати три мости через Ворсклу під Опішнею. До світанку 7 (19) травня мости були готові, і загін Гольця перейшов у наступ. Його зустріли сильним гарматним і рушничним вогнем з боку шведського укріплення. Однак, переправа закінчилася вдало для російських військ. Частина шведського гарнізону (160—180 осіб), 1 прапор і 2 гармати були взяті росіянами. Залишки гарнізону розбіглися, а росіяни, опанувавши укріпленнями, рушили до Опішні.
Між тим, генерал-майор Карл Рос встиг підняти по тривозі свій загін і поспішив на виручку Лоде. Однак, зрозумівши, що росіяни значно переважають чисельно, Рос не наважився вступити в бій і відступив в Опішнянський замок, де вирішив триматися до прибуття підкріплень. Олександр Меншиков, який перебував тут же, зрозумівши, що взяти замок з нальоту не вдасться, і не маючи ніяких звісток від Белінга, не зважився наступати. Відіславши «контр-ордер» Шаумбургу, Меншиков почав відходити до мостів. У цей час до Карла Роса на допомогу поспішав Карл XII, доручивши спостереження за ходом облоги фельдмаршалу Карлу Реншільду. Підійшовши до Опішні, король кинув сили на російські війська. Давши кілька залпів з гармат, російські війська змусили шведів відступити до Опішні. Бій коло селища не дав бажаних результатів: блокада Полтави шведами не була знята. Втрати у кожної зі сторін доходили до 600 осіб. Загони Белінга і Шаумбурга не взяли участі в бою, затримані далекими обходами і важкими переправами. Війська Карла XII простояли у Опішні всю ніч на 8 (20) травня, в очікуванні нового нападу, а вранці перейшли в Будище, куди з Опішні був відтягнутий і загін Карла Роса. Відступаючи, шведи спалили селище дощенту.

### Період поширення і ствердження російської влади

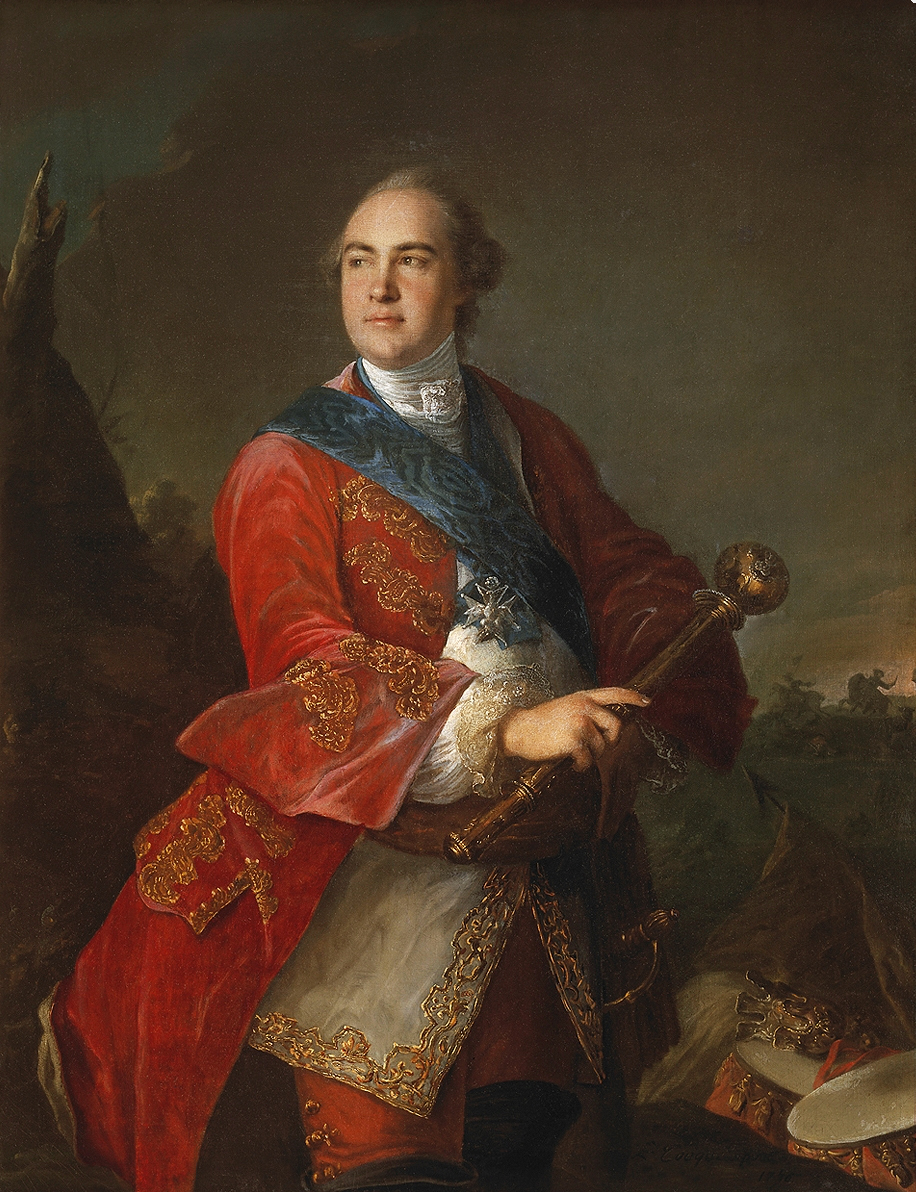
Кирило Розумовський

У 30-х роках у містечку діяли селітроварні заможних козаків А. Тимченка, братів Кирякових, Балясних, І. Корицького. 1737 року вони об'єдналися в найбільшу в Україні Опішнянську кампанію, яка впродовж 1740-50 років неодноразово укладала контракти з урядом на поставку селітри.
Після ліквідації автономного устрою України колишні рангові володіння на гетьманську булаву царський уряд 1764 року пожалував у власність гетьману Кирилу Розумовському. Економічне становище Опішні характеризувалось значною майновою нерівністю. За переписом 1785 року, 22 господарства зовсім не мали орної землі, їм належало тільки 32 десятини сіножатей, у 17 господарств було 29 десятин орної землі і 20 десятин сіножатей, 6 — мали 24 десятини орної і 80 десятин сіножатей. 4 великих господарства були власниками 27 десятин орної і 50 десятин сіножатей. Цього ж року Розумовський продав у казну 46 населених пунктів із 9949 кріпаками, у тому числі Опішню. В умовах розвитку товарно-грошових відносин селище перетворювалось на центр торгівлі продуктами сільського господарства, ремесел і промислів.
На початку 19 століття в Опішні (на той час — позаштатному містечку Зіньківського повіту Полтавської губернії) було 5 церков, але тільки 1849 року відкрилася перша церковно-парафіяльна школа, у якій навчалося 40-50 дітей. Напередодні реформи 1861 року у містечку налічувалось 720 дворів і 5674 мешканців. Загалом населення Опішні пореформеного періоду складалося з козаків (1009 господарств), державних селян (33 господарства). Були господарства малоземельні та зовсім безземельні.

### Опішня наприкінці 19— на початку 20 століть

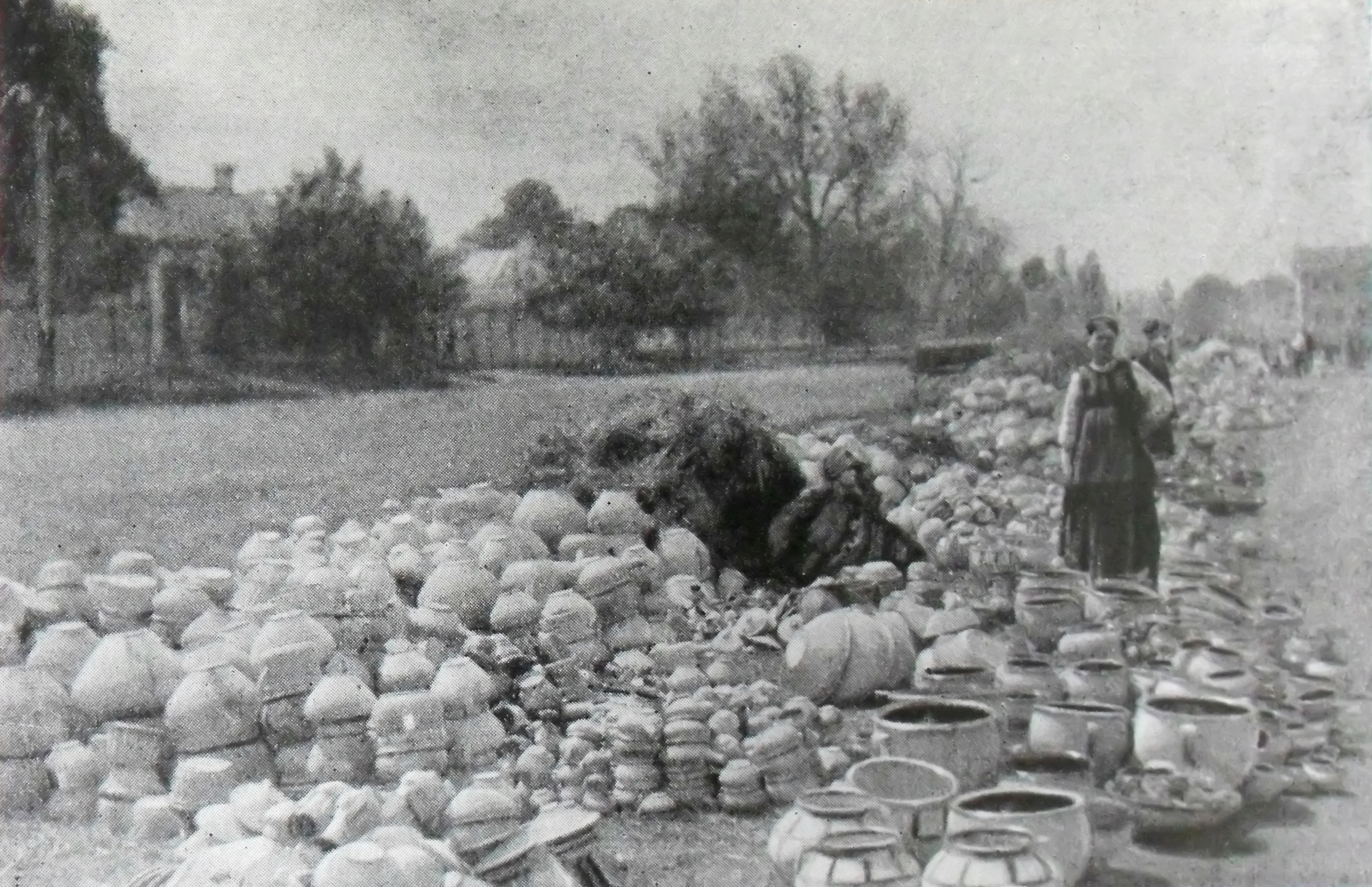
Гончарний ряд на опішнянському ринку, кінець 19 століття

1 березня 1878 року в містечку була відкрита бібліотека-читальня. У фонді закладу перебувало 569 книг, завідувач закладу — Артем Маслак. При бібліотеці була відкрита чайна комітету тверезості.
За переписом 1882 р., в Опішні гончарством займались 1218 господарств. Наприкінці 19 — на початку 20 століття тут проживало більше половини всіх гончарів Полтавщини. Кожна третя сім'я займалася гончарством.
1894 року була відкрита школа гончарства. У грудні 1905 року відбулися селянські заворушення, пов'язані із безземеллям. Столипінська реформа ще більше загострила класове розшарування і зубожіння селянства. За переписом 1910 року із 1562 господарств 723 мали менше ніж по 1 десятині придатної для обробітку землі. 1071 родина не могла прожити зі свого господарства і змушена була працювати в наймах. Багато осіб займались ремісництвом: у 1910 році в Опішні налічувалось 407 гончарів, які працювали в тяжких умовах (12-14 годин на добу). Крім гончарів у 1910 році налічувалось 30 теслярів, 140 кравців, 590 шевців, 19 бондарів, 230 візників тощо.
На початку 20 століття Опішнянська волость складалася з 32 населених пунктів. Населення волості становило 13097 душ. Гончарство в цей час зайняло перше місце серед усіх ремесел.
1911 року в містечку була створена перша (і, вочевидь єдина) в Російській імперії школа, в якій навчали виготовленню струн для музичних інструментів - Інструкторська струнна майстерня Полтавського губернського земства. Водночас почалася історія унікального на теренах України струнного підприємства, що під різними назвами проіснувало в Опішні до початку 1940-х років 
У 1913 році в Опішному збудували і відкрили майстерню Опішнянського гончарного навчально-показового пункту, завідувачем якої був Юрій Лебіщак.
1913 року в Опішні відкрили вищу початкову школу, програма якої відповідала здебільшого програмі семирічної школи.
1913 р. відкрилася рукодільна майстерня Зіньківського повітового земства, а при Опішнянській килимарній майстерні, відкритій 1912 року, був заснований килимарський навчальний пункт.
Революційну роботу серед селян і ремісників у роки Першої світової війни очолив Андрій Заливчий. З Харкова він систематично приїздив до Опішні, привозив революційну літературу, проводив бесіди з молоддю.

### Визвольні змагання
12 січня 1918 року в Опішні розпочалась перша радянська окупація. Почалось розкуркулення.
У квітні 1918 року німецькі війська звільнили село та розстріляли членів ревкому. Наприкінці цього ж року владу взяли війська УНР.
11 листопада 1919 року село захопили денікінці. Повстанці також перехопили великий транспорт із хлібом, який рухався із Зіньківського повіту до Полтави, і роздали збіжжя селянам. Того ж дня вони звільнили 400 насильно мобілізованих до Червоної армії юнаків, яких під охороною червоноармійців та міліції гнали до Полтави. Місцеві партизани вели боротьбу з денікінцями до грудня 1919 року. Після визволення від білогвардійських військ партійні органи вели боротьбу проти махновців.
У червні 1920 року в Опішні розпочалось розкуркулення. 18 січня 1921 року в дім місцевого жителя Тараса Савенка з'явилися Опішнянський волосний воєнком Прокіп Холоша і міліціонер Яків Кощій. Без будь-якої причини вони вбили господаря лише за те, що він, на їх думку, був куркулем і добровільно не віддав хліб радянській владі. Старий дідусь господаря Кіндрат Савенко почав кликати сусідів на допомогу. Тоді представники радянської влади вбили і його, а майно своїх жертв конфіскували і привласнили.

Працівники артілі «Художній керамік». Кінець 1930-х років

1922 року гончарі об'єднувалися у виробничі колективи, бригади. Налагодили виробництво продукції гончарські, ткацькі, струнні, шевські й чинбарні артілі (імені Надії Крупської, «Червоний гончар»), які належали до Полтавського губернського Союзу кустарних і промислових кооперативів.
На основі постанови ВУЦВК від 7 березня 1923 року був створений Опішнянський район, а 1925 року Опішні був присвоєний статус селище. Цього ж року почала діяти Опішнянська селищна рада.
У 1929—1930 роках почалася масова колективізація селянських господарств. Були створені такі колгоспи: «Шлях до комуни» (349 господарств), «ім. XIV партз'їзду» (349 господарств), «ім. Чапаєва» (84 господарства). 1930 року було організовано Опішнянську МТС, 1931 року — артілі ім. Куйбишева, «Червоний гончар», «Художній керамік».

### Сталінські репресії

#### Голодомор 1932—1933 років
Голодна чума не оминула й Опішню. Загинуло в той період 83 людини. Уродженець Опішнянського району Кассала Іван Григорович, згадуючи ці роки, описує таку картину:
| | \| Я жив на хуторі Шкидинівці, на березі річки Ворскли. Навколо зеленіли ліси і гаї, синіли озера. У 1933-му мені йшов шостий рік. Бачив коло озера Оступа курені із гілок дерев. В озері голі й голодні люди ловили черепашок, варили їх і їли. Варили бур'ян, корінці. Коли потім я став вивчати у третьому класі історію стародавнього світу, то він уявлявся мені у вигляді голоду 1933 року... Мій батько, Григорій Данилович Кассала, зустрів банду комуністів спокійно. Ті обнишпорили всю хату, на горищі своїми будьонівками обібрали всю павутину, але хліба не знайшли. Залізними штрикачками перекололи весь город, але марно, бо батько кілька мішків жита сховав у лісі. Восени ми назбирали жолудів і їли хліб, спечений із суміші житнього та жолудевого борошна. Залишилася в нас також корова, завдяки якій і вижили.[33] \| |
| Я жив на хуторі Шкидинівці, на березі річки Ворскли. Навколо зеленіли ліси і гаї, синіли озера. У 1933-му мені йшов шостий рік. Бачив коло озера Оступа курені із гілок дерев. В озері голі й голодні люди ловили черепашок, варили їх і їли. Варили бур'ян, корінці. Коли потім я став вивчати у третьому класі історію стародавнього світу, то він уявлявся мені у вигляді голоду 1933 року... Мій батько, Григорій Данилович Кассала, зустрів банду комуністів спокійно. Ті обнишпорили всю хату, на горищі своїми будьонівками обібрали всю павутину, але хліба не знайшли. Залізними штрикачками перекололи весь город, але марно, бо батько кілька мішків жита сховав у лісі. Восени ми назбирали жолудів і їли хліб, спечений із суміші житнього та жолудевого борошна. Залишилася в нас також корова, завдяки якій і вижили. | |

Голодні 1932—1933 роки були важкими для опішнянського гончарства. Зокрема, опішнянська малювальниця Мотрона Назарчук згадувала, що роботи майже припинилися, багато розійшлися по різних місцях. Виїхали до Харкова Явдоха та Гаврило Пошивайли.
На початок 1930 років зменшилася увага державних органів влади до стану розвитку кустарної промисловості. Майже припинили фінансування і гончарних шкіл.

#### Червоний терор 1937—1938 років
Не оминув селище і сталінський терор 1937—1938 років. Лише реабілітованих жертв тих часів налічується понад 100. Деякі справи:
- Васільєв Тихін Андрійович (1903 року народження) — українець, із священиків, освіта середня. Заарештований 31 травня 1938 року. Засуджений Особливою нарадою при НКВС СРСР 11 жовтня 1939 року за статтею 54-6 Кримінального Кодексу УРСР до 5 років заслання у Казахстан. Реабілітований Полтавською обласною прокуратурою 7 вересня 1989 року.[35]
- Начальний Петро Іванович (1894 року народження) — українець, із кустарів, освіта початкова. Бухгалтер млина. Заарештований 8 вересня 1937 року. Засуджений Особливою трійкою при УНКВС Харківської області 25 жовтня 1937 року за статтею 54-10 частиною 1 Кримінального Кодексу УРСР до 10 років позбавлення волі. Особливою трійкою при УНКВС Полтавської області 15 березня 1940 року вирок замінено на заслання у Хорезмську область Узбецької РСР. Реабілітований Полтавським обласним судом 29 травня 1965 року.[35]
- Шаблій Панас Сафронович(1870—1937) — українець, із селян, освіта початкова. Селянин-одноосібник. Заарештований 14 вересня 1937 р. Засуджений Особливою трійкою при УНКВС Харківської обл. 29-30 вересня 1937 р. за ст. 54-10 ч. 1 КК УРСР до розстрілу з конфіскацією особистого майна. Вирок виконано 26 жовтня 1937 р. у м. Полтава. Реабілітований Полтавською обласною прокуратурою 23 червня 1989 р.

Загалом у Опішні населення на 1939 рік скоротилось на 16,4 % у порівнянні з 1926 роком.
За переписом 1937 року в Опішні близько 57 відсотків людей у віці від 16 років назвали себе прихильниками однієї з діючих конфесій, і тільки 40 % молоді назвали себе віруючими.

### Довоєнний розвиток
Протягом 1936 по 1941 року в Опішні діяла дворічна школа майстрів художньої кераміки, випускників якої направляли в інші гончарні осередки України та за її межі для налагодження там виробництва.
1935 р. артіль «Художній керамік» взяла участь у Всеукраїнській виставці, де була відзначена дипломом І ступеня, а 1937 року на Міжнародній виставці в Парижі дипломом II ступеня. Провідними майстрами 1930-1940-х років у «Художньому кераміку» були Т. Наливайко, 3. Коломієць, М. Сердюченко, І. Задорожний, Н. Оначко, М. Каша та інші.
У селищі діяли Будинок культури, бібліотека, читальня. Існувало 3 початкових, семирічна та середня школи.

### Німецько-радянська війна та післявоєнна відбудова
Опішня перебувала в німецькій окупації з 6 жовтня 1941 року по 19 вересня 1943 року, ставши з 1 вересня 1942 року адміністративним центром Опішнянського ґебіту.
На другий день після окупації приміщення середньої школи було перетворено на тюрму з камерами смертників у підвалі. Деякі промислові підприємства селища продовжували працювати. В умовах німецької окупації створювалися або відновлювалися художні майстерні, зокрема, гончарна артіль.
За допомогу військам Червоної Армії у переправі через Ворсклу комендант Опішні вчинив розправу над жителями села Яблучне — після катувань 5 квітня 1943 року було розстріляно 24 особи. У сутичці з ворогами в Глинському загинув секретар Опішнянського райкому партії М. Ю. Куликов.
Німці стратили в Опішні й в районі понад 200 чоловік, вивезли до Німеччини на примусові роботи понад 2600 людей. Відступаючи, знищили близько 500 будинків, МТС, 4 школи, лікарню, клуб, церкву.
Звільняли селище гвардійці 8-ї повітряно-десантної дивізії та 5-ї повітряно-десантної Червонознаменної ордена Суворова Звенигородської дивізії. У боях за визволення селища полягло 18 радянських воїнів. Серед них — гвардійські капітани Васільєв А. С., Демиденко М. Г., Чернявський Д. А. та інші.
У післявоєнні роки промисловість Опішнянського району почала відроджуватися. Відділення Сільгосптехніки мало майстерню, обладнану всім необхідним для забезпечення поточного й капітального ремонту тракторів, комбайнів, автомобілів. Збільшився випуск продукції «Художнього кераміка». У ті роки за заслуги у розвитку народного мистецтва було присудження звання «Заслужений майстер народної творчості УРСР» опішнянам І. Білику, М. Китришу, В. Омеляненку, Г. Пошивайлу, М. Пошивайлу, О. Селюченко.
У 1953 році створено Опішнянську контору розвідувального буріння. У березні 1961 року  — артіль «Червоний Гончар» і завод «Художній керамік» об'єдналися в одне підприємство — «Художній керамік». Тепер[коли?] в Опішні функціонують нафтогазова експедиція глибокого буріння, заводи «Керамік» і «Художній керамік», агробуд, спиртзавод та хлібозавод, відділення Зіньківського цегельного заводу, Опішнянське виробництво фабрики «Полтавчанка», 4 автоколони, універсальна збутова база, інкубаторна станція, кондитерський цех, відділи Агропромбанку та Ощадбанку, радгосп «Жовтень».

### Перебудова
Перебудова економічного життя у 1985−1991 років вплинула на розвиток господарства Опішні. Відбувався поступовий перехід до ринкових відносин, розширювалися права підприємств, установ, організацій яких налічувалось 40. Серед них: радгосп «Жовтень», експедиція глибокого буріння, Райагробуд, Сільгосптехніка, Сільгоспхімія, заводи «Художній керамік», «Керамік», філія «Полтавчанки», хлібзавод та інші.
25-26 квітня 1986 року світ сколихнула аварія на Чорнобильській АЕС. З Опішні на ліквідацію аварії було відправлено 43 людини.

### Сучасність

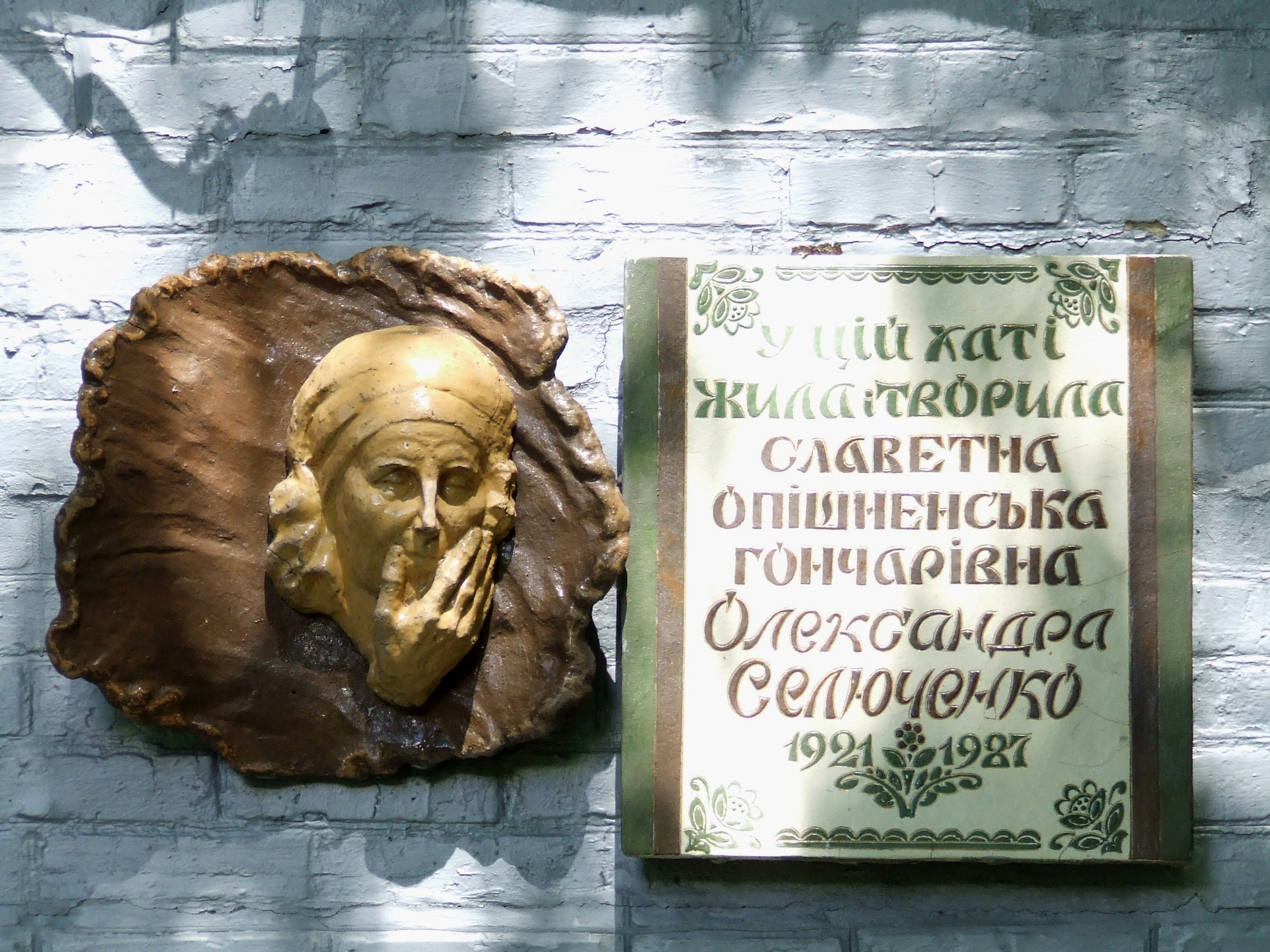
Дошка на меморіальній садибі)

У листопаді 1986 року був заснований Музей гончарства, який у 1989 року набув статусу Державного музею-заповідника українського гончарства, а в 2001 — статусу Національного. У його створенні й подальшому становленні вагома заслуга генерального директора Олеся Пошивайла.
До складу Державного музею-заповідника належить Музей мистецької родини Кричевських, присвячений творчому доробку видатної мистецької династії. Музей розташований у будинку, зведеному 1916 року за проєктом архітектора Василя Кричевського та технолога-кераміста Юрія Лебіщака у стилі українського модерну.
Для збереження пам'яті про видатних земляків-гончарів відкриті меморіальні музеї-садиби славетної майстрині О. Селюченко та гончарської родини Пошивайлів.
Відомі майстри: І. Білик, В. Омеляненко та М. Китриш нагороджені премією імені Д. Щербаківського, а М. Пошивайло премією імені І. Нечуя-Левицького. 1999 року трьом опішнянським майстрам — Білику І. А., Китришу М. Є., Омеляненку В. О. — присуджена Національна премія імені Т. Шевченка.

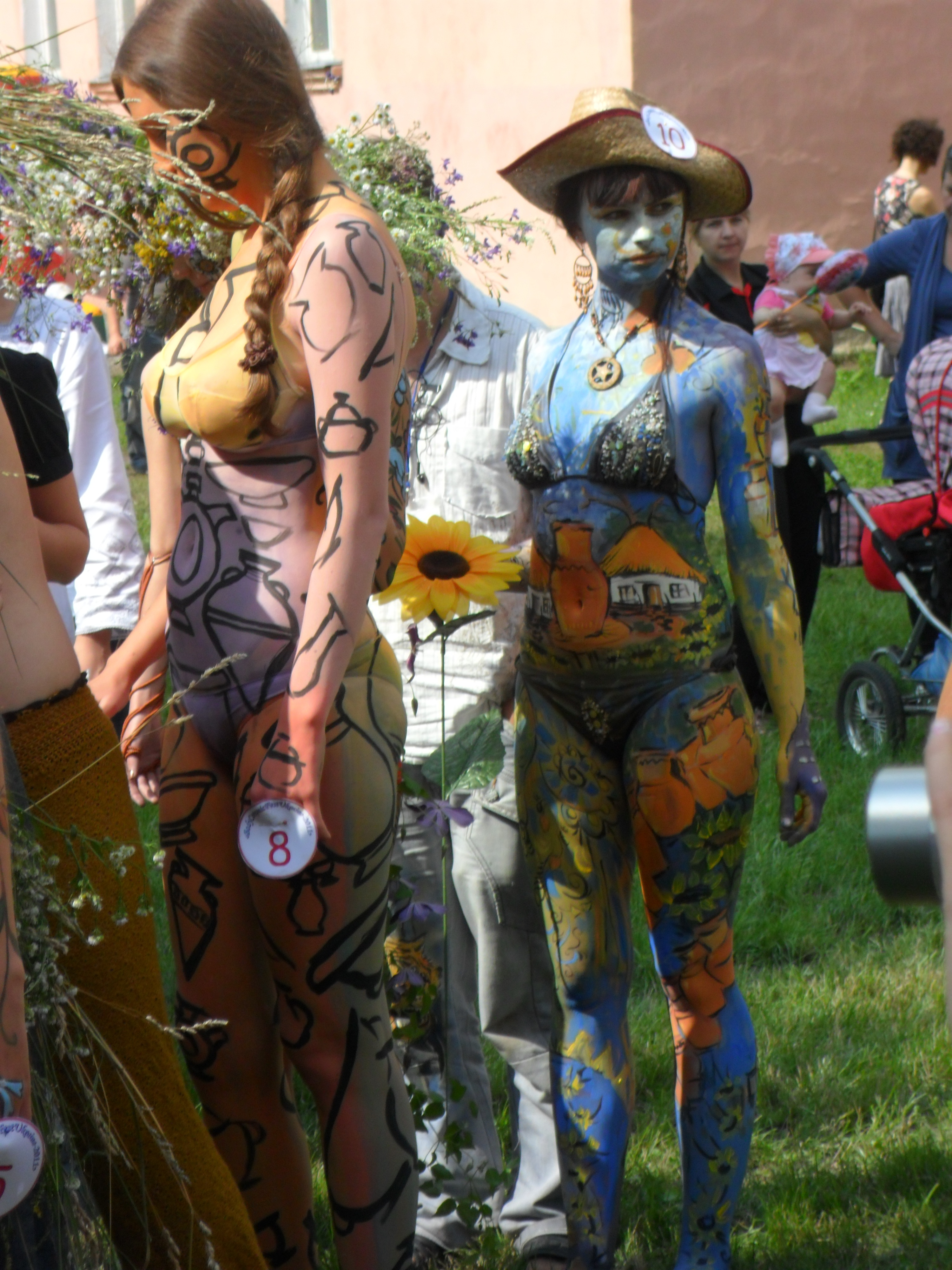
Учасниці конкурсу Bodypaint перед виходом на сцену

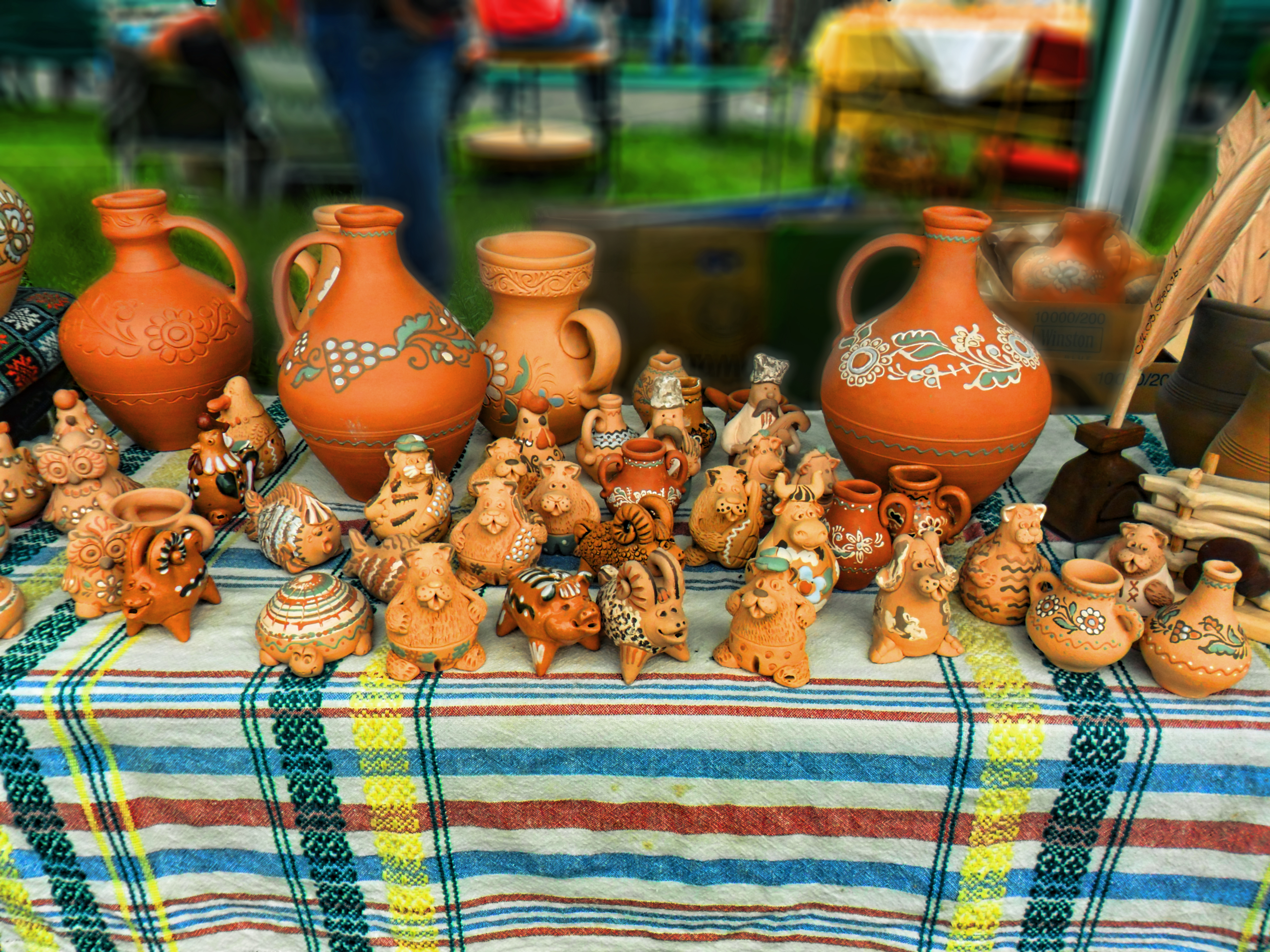
Експозиція на виставці-продажі в рамках фестивалю «Здвиг-2011»

З 1999 року кожного першого тижня липня під час святкування Національного дня гончара у селищі проходить тиждень Національного гончарного воздвиження «Здвиг». Його мета  — створити національний культ гончарства.
Учасники та гості фестивалю-ярмарку можуть взяти участь у наукових дискусіях, переглядах керамологічних фільмів, майстер-класах гончарів і малювальниць, виставках-продажах літератури з проблематики українського та світового гончарства, творчих конкурсах гончарів, виступах фольклорних колективів та естрадних етноколективів України, конкурсі розпису на тілі, екскурсіях до музейних закладів селища.
1999 та 2009 роках Опішню відвідав екс-президент Леонід Кучма, 2005 року — Віктор Ющенко.
На початку січня 2013 року з нагоди 140-річчя від дня народження Василя Кричевського у будинку Опішнянського гончарного показового пункту Полтавського губернського земства, спроєктованого самим митцем та спорудженого 1916 року, відкрився музей мистецької родини Кричевських. Чималу кількість експонатів передали музею-заповіднику спадкоємці Василя Кричевського зі США.
9 березня 2013 року на честь 199-річчя від дня народження Т. Г. Шевченка у центрі селища було закладено основу для зведення через рік погруддя Т. Шевченка.
У ході європейської революції 2014 року наприкінці лютого постало питання про долю пам'ятника Леніну. Рішення про його демонтаж ухвалила сесія селищної ради, утім невідомі у ніч на 24 лютого повалили пам'ятник раніше, ніж це мали зробити комунальні служби.
24 серпня 2014 року у День Незалежності України в центрі селища було відкрито погруддя Тараса Шевченка.

## Населення
Нижче приведено діаграму зміни чисельності населення Опішні.:

### Мовні особливості
Мовленню жителів Опішні характерна центральнополтавська говірка (субдіалект) середньонаддніпрянського наріччя (супрадіалекту) української мови, поширена навколо Полтави в радіусі 100—120 км.
Деякі риси говірки:
- [шо] (проти літературного [шчо] < *čьto);
- епентеза [н'] після губного [м] перед [а] з праслов'янського *ę: [мн'а́со], [па́мн'ат'] (проти літературної вставки [й]: [мйа́со], [па́мйат']);
- в іменниках IV відміни (праслов. основа на *-ent-) однини вживання орудного відмінка [тел'о́м] < *telętьmь і давально-місцевого [тел'о́в'і] < *telęti — це аналогії до інших іменників середнього та чоловічого родів (праслов. основи на *-ŏ- та на *-ǔ-): село — селом, брехло — брехлові, як Петро — Петрові (це проти літературних [тел'а́м], [тел'а́ті]);
- вживання форми називного відмінка множини для збірних назв із закінченням -е: [сел'а́не], [цига́не] (проти літ. [сел'а́ни], [цига́ни]);
- пом'якшення в числівниковій формі: [чоти́р'і] < *čьtyre (ч. р.), *čьtyrі (ж. та с.)
- форми займенників: [м'ін'і́] (повна регресивна несуміжна (дистактна) асиміляція ненаголошеного [еи] подальшим наголошеним [і]), [мойо́го], [твойо́го], [свойо́го] < *mьnĕ, *mojego, *tvojego, *svojego (проти літ.: [меин'і́], [мого́], [твого́], [свого́]);
- змішування форм I-ї та II-ї дієвідмін дає явища: [зна́йіш], [ду́майіш], [хо́деш], [ро́беш];
- аналогія в 3-й особі однини дієслів II дієвідміни до дієслів першої: [хо́де], [но́се], [ро́бе]

Розподіл населення за рідною мовою за даними перепису 2001 року:
| Мова            | Кількість | Відсоток |
| --------------- | --------- | -------- |
| українська      | 5874      | 97.85%   |
| російська       | 116       | 1.93%    |
| білоруська      | 5         | 0.08%    |
| румунська       | 1         | 0.02%    |
| інші/не вказали | 7         | 0.12%    |
| Усього          | 6003      | 100%     |

### Віросповідання
Нині у селищі представлені чотири громади:
- громада Української православної церкви Московського патріархату (з 1990 року);
- громада Адвентистів Сьомого Дня (з 2001 року);
- громада Євангельських християн-баптистів (з 2008 року).
- громада Української православної церкви Київського патріархату (з 2015 року)[59]

## Влада
Нижче наведено діаграму входження Опішні у різні адміністративно-територіальні одиниці.
З 1648 року Опішня — сотенне містечко Опішняської сотні — перебувала у складі Полтавського, Зіньківського, Гадяцького полків.
Після ліквідації автономного устрою України 1782 р. Опішнянська сотня ввійшла до складу Гадяцького повіту Чернігівського намісництва. У 1796 — до Малоросійської губернії, а з 1802 р. у складі Опішнянської волості належала до Зінківського повіту Полтавської губернії. Місцевою владою тоді були становий пристав, волосне й міське правління. Станом на 1914 рік старшиною волості був Василь Михайлович Казацький. На території волості функціонувало 14 військово-кінських відділень, 2 призовних відділень та 2 відділення поліцейських урядників.
У березні 1923 року з Опішнянської та Більської волостей Зіньківського повіту був створений Опішнянський район, який до 1930 року входив до складу Полтавської округи. З 1932 до 1937 року район перебував у складі Харківській області, з 22 вересня 1937 року віднесений до Полтавської області.

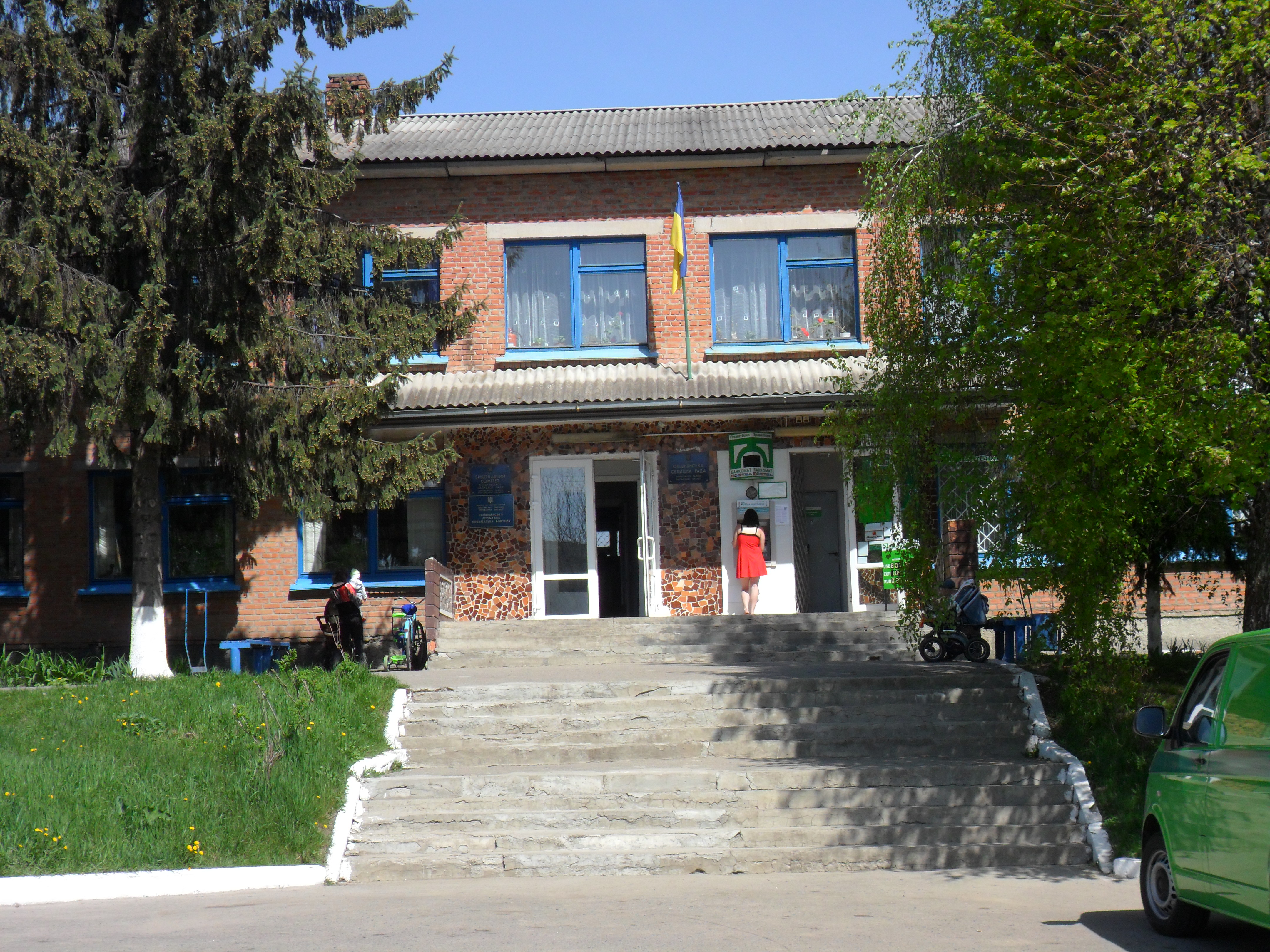
Опішнянська селищна рада

Під час окупації німецькими військами Опішня з 1 вересня 1942 року входила до Опішнянського ґебіту Генеральної округи Київ Райхскомісаріату Україна. Ґебіт поділявся на три райони: Диканька (Rayon Dikanka), Котельва (Rayon Kotelwa) і Опішня (Rayon Oposchnia). Після звільнення від окупації, був відновлений довоєнний адміністративно-територіальний устрій. 1962 року Опішнянський район розформували, а територія була передана Зіньківському району Полтавської області. Від 17 липня 2020 року селище включено до складу Полтавського району.
По вулиці Перемоги знаходиться орган місцевого самоврядування — Опішнянська селищна рада. До складу ради входять 22 депутати., чільний голова ради — Різник Микола Миколайович.

## Інфраструктура
Головним та єдиним оператором з надання населенню поштових послуг є філія національного оператора УДППЗ «Укрпошта».
В Опішні 5-значні телефонні номери. Код селища 05353. Єдиний оператор фіксованого зв'язку — ПАТ «Укртелеком».
Послуги стільникового зв'язку надають три оператора: Київстар, МТС, та life:).
Банківська система представлена 3 філіями та відділеннями: АТ «Ощадбанк», державний банк «Приватбанк», АБ «Полтава-банк».
Функціонує окремий пост Державної пожежної охорони.
Досить тривалий час в Опішні діяв Будинок культури. На початку 21 століття його діяльність занепала. Натомість нині в його відреставрованому приміщенні розташований Центр розвитку духовної культури.
У селищі нараховується 71 вулиця. Серед них, головними є:
- вул. Соборна (Опішнянська селищна рада, магазини)
- вул. Партизанська (Будинок Кричевського-Лебіщака, Колегіум мистецтв, Національний музей-заповідник українського гончарства)
- вул. Жовтнева (Будинок дитячої та юнацької творчості, відділення зв'язку, магазини, відділ міліції)
- вул. Заливчого (Дитячий садок «Берізка», Центр розвитку духовної культури, Дитяча музична школа, Меморіальний музей-садиба гончарської родини Пошивайлів)

### Освіта

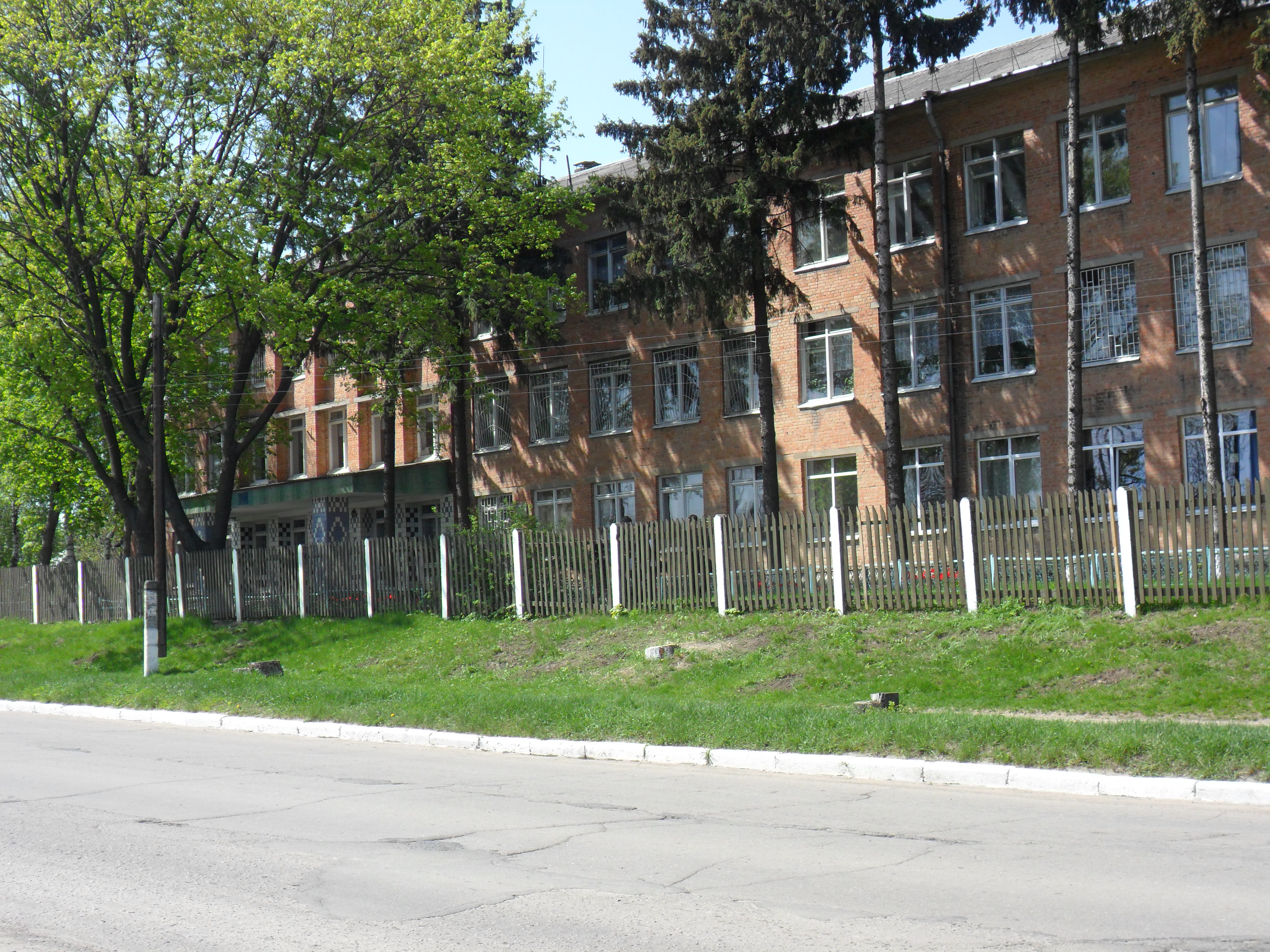
Опішнянська спеціалізована школа I—III ступенів

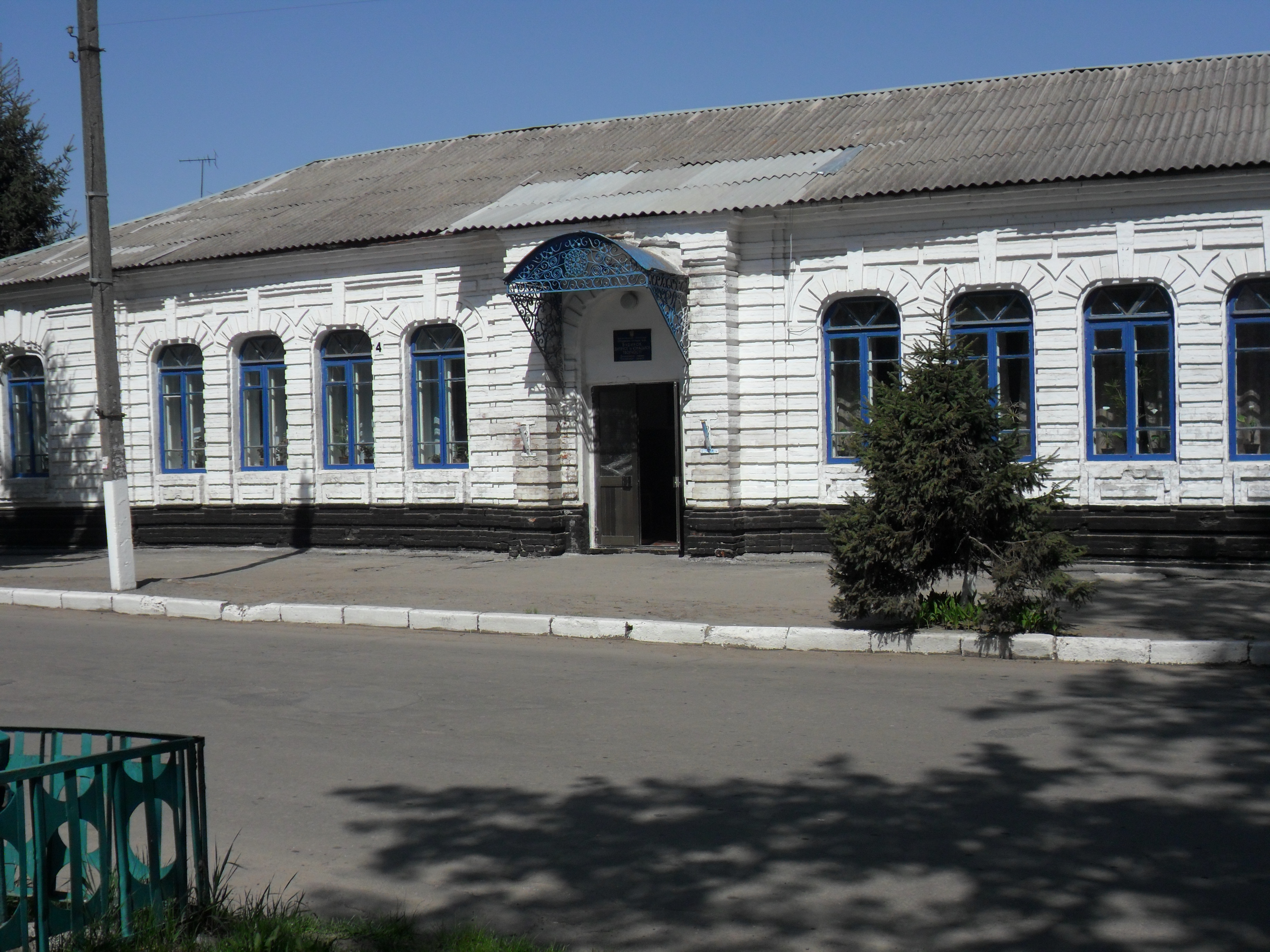
Будинок дитячої та юнацької творчості

Особливістю Опішні є понадстолітнє функціонування в ньому низки гончарних навчальних закладів. На думку опішнянського керамолога Олени Щербань, саме цей факт може бути одним із основних, що дає підставу вважати Опішне визначним центром гончарного шкільництва України. Зокрема, діяли такі навчальні заклади:
- Опішнянська зразкова гончарна навчальна майстерня Полтавського губернського земства (1894—1899),
- Опішнянський гончарний навчально-показовий пункт (1912—1922),
- Опішнянська керамічна кустарно-промислова школа (1925—1926),
- Опішнянська керамічна промислова школа (1927—1931),
- Опішнянська керамічна школа ФЗУ (1931—1933),
- Опішнянська школа майстрів художньої кераміки (1936—1941),
- Опішнянська філія Решетилівського СПТУ-№ 28 (1986—1999)

З 1997 року і донині діє Державна спеціалізована художня школа-інтернат І-ІІІ ступенів «Колегіум мистецтв у Опішні».
Загальну повну середню освіту опішняни здобувають також в Опішнянській спеціалізованій школі I—III ступенів. Діє позашкільний навчальний заклад — Опішнянська музична школа.
Працює Опішнянський будинок дитячої та юнацької творчості. На сесії Зіньківської ради у лютому 2012 року було прийнято його статут. Функціонує дитячий ясла-садок «Берізка».
Дошкільні, загальноосвітні та позашкільні навчальні заклади
| Заклад                                                                                     | Керівник                        | Адреса                |
| ------------------------------------------------------------------------------------------ | ------------------------------- | --------------------- |
| Дитячий ясла-садок «Берізка»                                                               | Комаревцева Валентина Василівна | вул. Заливчого, 12    |
| Опішнянська спеціалізована школа І-ІІІ ступенів                                            | Гаврільєв Станіслав Миколайович | вул. Соборна, 18      |
| Державна спеціалізована художня школа-інтернат І-ІІІ ступенів «Колегіум мистецтв у Опішні» | Овчаренко Людмила Миколаївна    | вул. Партизанська, 21 |
| Опішнянська дитяча музична школа імені Тимофія Середи                                      | Авраменко Іван Васильович       | вул. Заливчого, 2     |
| Будинок дитячої та юнацької творчості                                                      | Щербак Зоя Макарівна            | вул. Жовтнева, 4      |

### Наука
1993 р. Опішня стала відомою і як видавничий центр завдяки видавництву Українське Народознавство. Книги видавництва є одним із найважливіших джерел вивчення українського гончарства.
Наприкінці 2000 року створений Інститут керамології — відділення Інституту народознавства НАН України. Станом на 2010 рік Інститутом видано 4393 примірники книг, брошур, періодичних видань.
У селищі розміщені також кіностудія «Відродження», республіканська спеціалізована бібліотека — Гончарська Книгозбірня України та Національний архів українського гончарства.
Вагомі внески у вивчення історії, культури селища роблять Пошивайло Олесь Миколайович та Щербань Олена Василівна, які є авторами численних наукових праць з етнопедагогіки, діяльності гончарних навчальних закладів Опішні, історії селища, історії українського гончарства в цілому.

### Охорона здоров'я
У селищі працює Опішнянська районна лікарня, розрахована на 45 ліжко-місць. У лютому 2012 р. вона була реорганізована в Опішнянську амбулаторію загальної практики сімейної медицини. Послуги по лікуванню також надає стоматологічний кабінет «Люкс-DENT»
На околиці селища розташована Опішнянська обласна туберкульозна лікарня. Вона була заснована у 1964 році, з 1993 року стала обласною. На разі заклад займається лікуванням хворих на туберкульоз на території Полтавської області. Територія закладу становить 4,4 га. Громадян обслуговують дев'ять лікарів, тридцять дві медсестри та тридцять три молодших медсестри. Лікарня розрахована на 160 ліжок.

## ЗМІ
У селищі діє редакція радіомовлення «Голос Опішні». Окрім Опішні мовлення розповсюджується на такі села: Міські Млини, Малі Будища, Попівка, Васьки, Вільхове, Карабазівка, Заїченці, Ставкове, Батьки, Яблучне, Човно-Федорівка, Волошкове. Диктор — Гармаш Ірина Олексіївна. Як позивні використовується фрагмент пісні Тимофія Середи «Опішнянський вальс». Програма виходить 1 годину 2 хвилини на тиждень на Першому каналі Українського радіо: щовівторка й щочетверга з 06:30 до 06:44 та щопонеділка й щоп'ятниці з 11:40 до 11:57 (не використовуються під час трансляції сесії ВРУ).

## Економіка

Хоругва Опішнянського гончарного цеху.

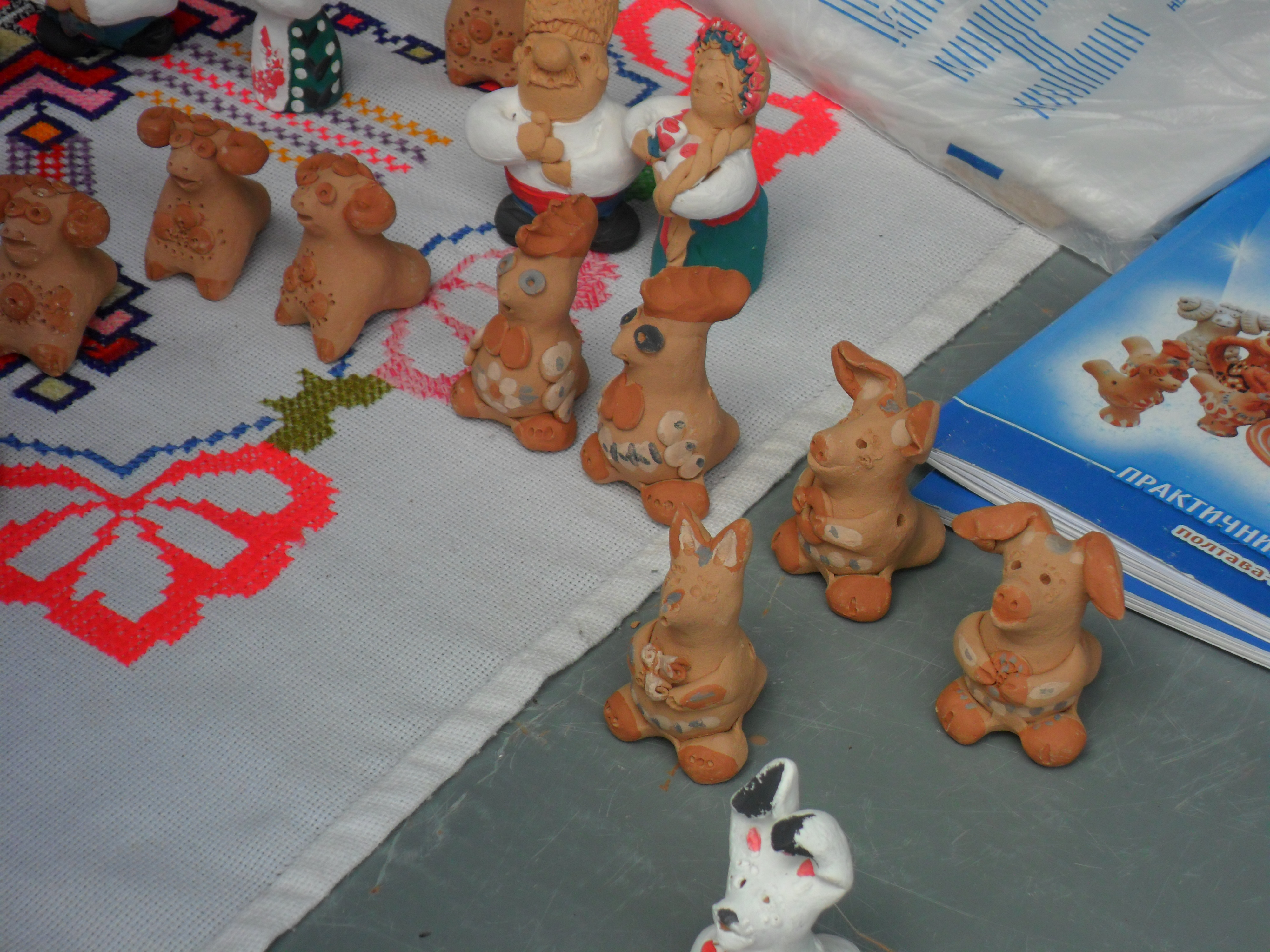
Опішнянські свищики

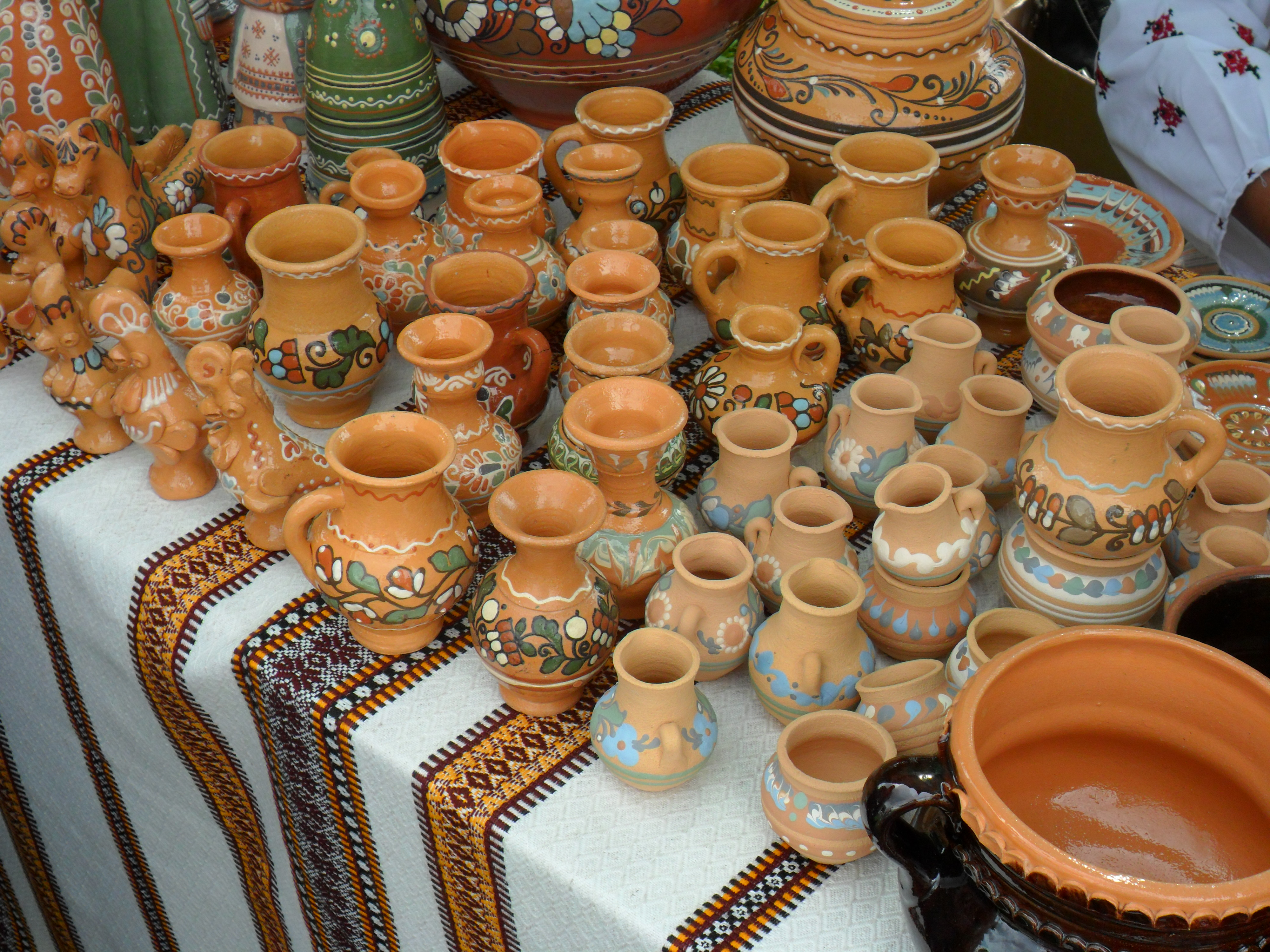
Опішнянські глечики

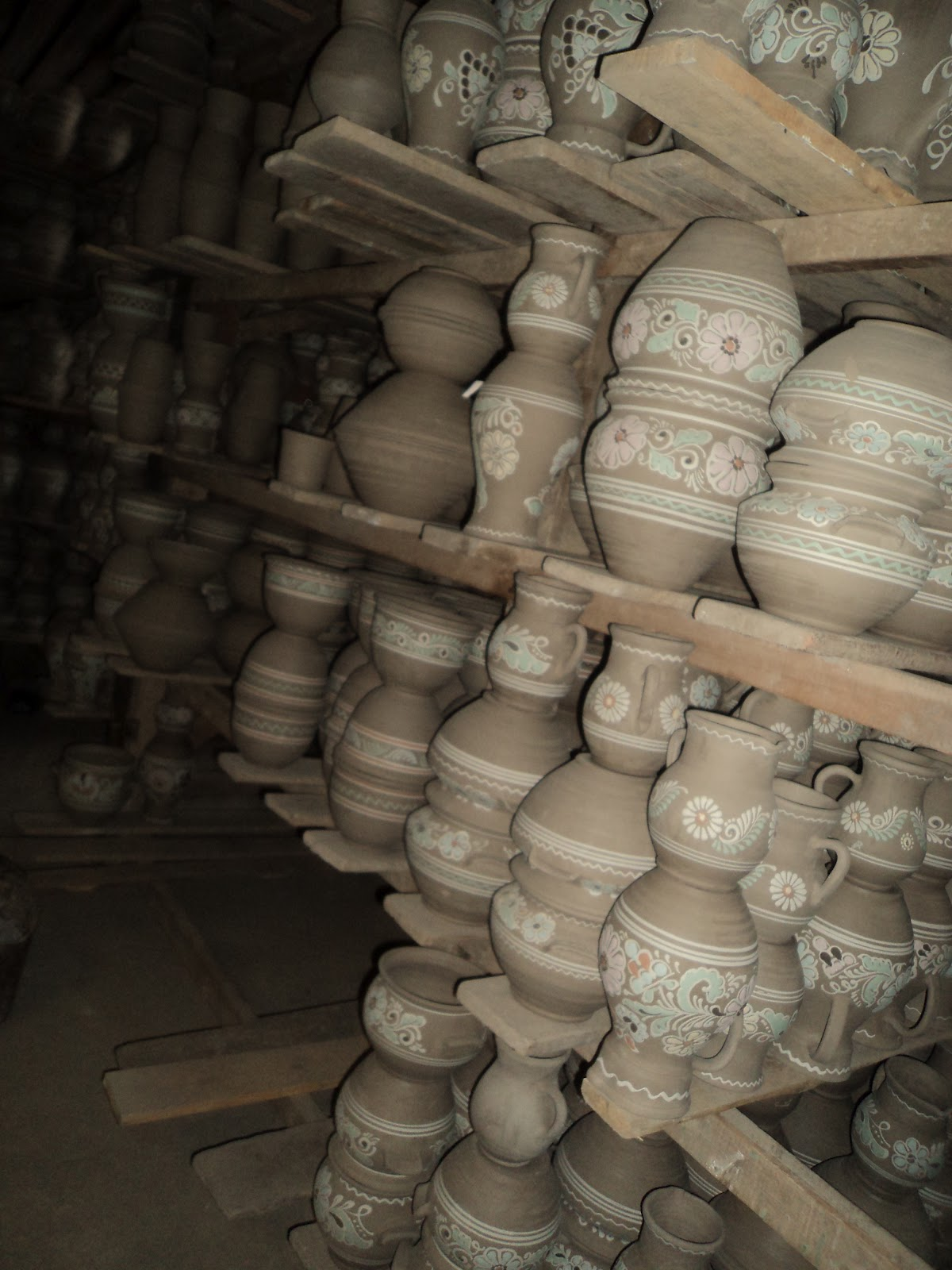
Керамічна продукція заводу «Гончарний круг»

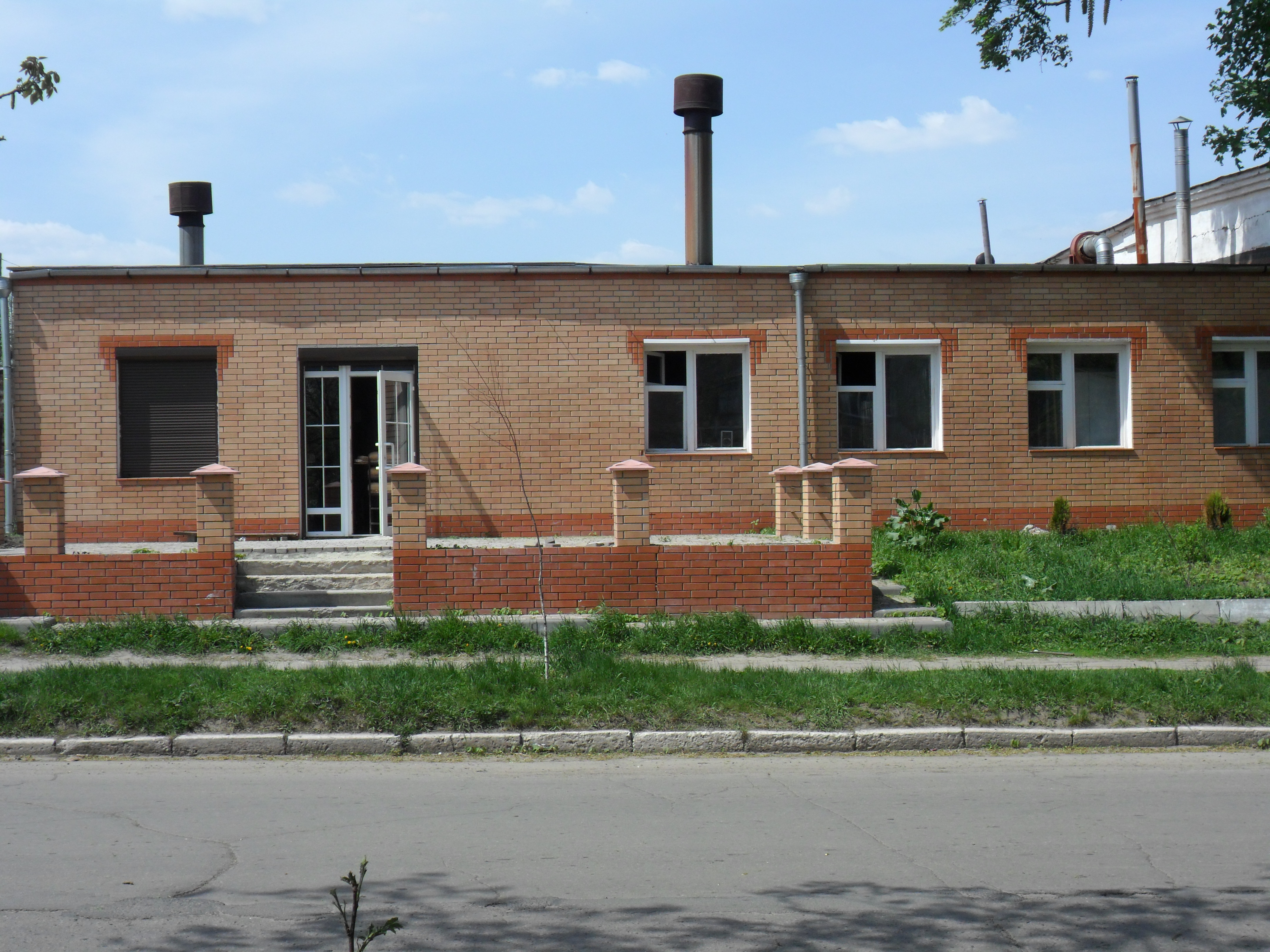
Хлібопекарня

### Легка промисловість
З 2010 року в Опішні відновила роботу місцева пекарня. Її продукція реалізується в кіосках на території селища.

#### Кераміка
Характерними рисами глиняних виробів є світло-жовтий колір візерунка, виконаний природним кольором глини, на червоно-коричневому, білому або зеленому фоні. Колір візерунка посилюють контрастами блакитного, темно-коричневого, яскраво-зеленого, синього або чорного і политивають прозорою поливою.
За вироби опішнянських майстрів — жбани для узвару, борщовики, кашники, макітри, глечики, «гарбузи» для води, барильця для вина, миски, зозулиці — на ярмарку платили вдвічі-втричі дорожче.
В опішнянському фігурному посуді раніше подавали до столу вино та інші напої. З часом посуд перетворився на декоративні предмети для інтер'єру. Скульптурному посуду можуть надавати форму бика, козла, коня, птиці, та найпоширеніші образи — баран і лев. Роблять також іграшки-свистунці, або зозулиці — коня, вершника, півня, баранчика, козла, оленя.
В Опішні діяло декілька заводів по виробництву гончарних виробів. Найдовше (1960–2002 роки) проіснував завод «Художній керамік». Вироби майстрів заводу, та мали попит за кордоном: у 1967 р. підприємство експортувало свої вироби у Канаду, Данію, Бельгію, НДР, Італію, Румунію, Японію, Угорщину.
З 2002 року в старому приміщенні «Художнього кераміка» функціонує приватне підприємство «Гончарний круг», де працює близько 40 осіб.

### Нафтогазова промисловість
Осередок газовидобувної галузі.
В Опішні розташовані:
- Опішнянська експедиція глибокого буріння;
- ведуться роботи на Солохівському газоконденсатному родовищі;
- установка комплексної підготовки газу на Опішнянському нафтогазоконденсатному родовищі;
- філія Красноградського управління бурових робіт;
- Опішнянська газова дільниця

## Транспортний зв'язок

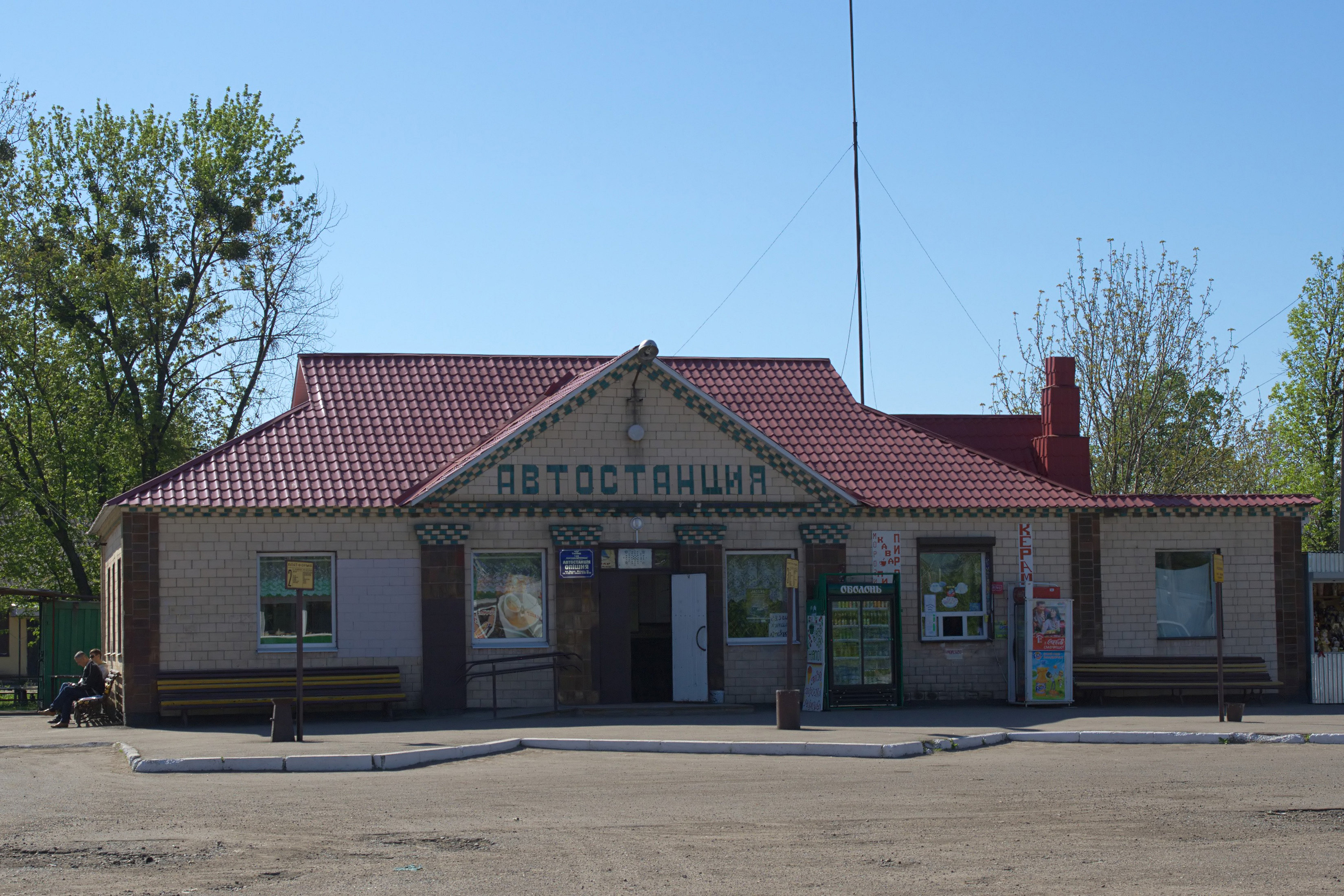
Автостанція «Опішня»

Територією селища проходять автошляхи:
- Р42 Лубни—Ромодан—Миргород—Опішня
- Н12 Суми—Тростянець—Охтирка—Опішня—Полтава
- Т 1706 Опішня—Зіньків—Гадяч
- Т 1710 Миргород—Великі Сорочинці—Опішня

Послуги транспортного зв'язку надає «Автостанція „Опішня“», що є складовою ВАТ «Полтаваавтотранс».
На території Опішні розміщені дві АЗС.

Пам'ятник Тарасу Шевченку

## Архітектура
В Опішні збудовано такі пам'ятники та пам'ятки архітектури:
- Тарасу Шевченку (встановлений 24 серпня 2014 року)
- односельчанам-визволителям селища під час Радянсько-німецької війни, збудований 1965 року;
- учасникам ліквідації аварії на Чорнобильській АЕС;
- Будинок Кричевського-Лебіщака — будинок у стилі українського модерну, зведений в 1916 році за проєктом архітекторів Василя Кричевського та Юрія Лебіщака.[83]

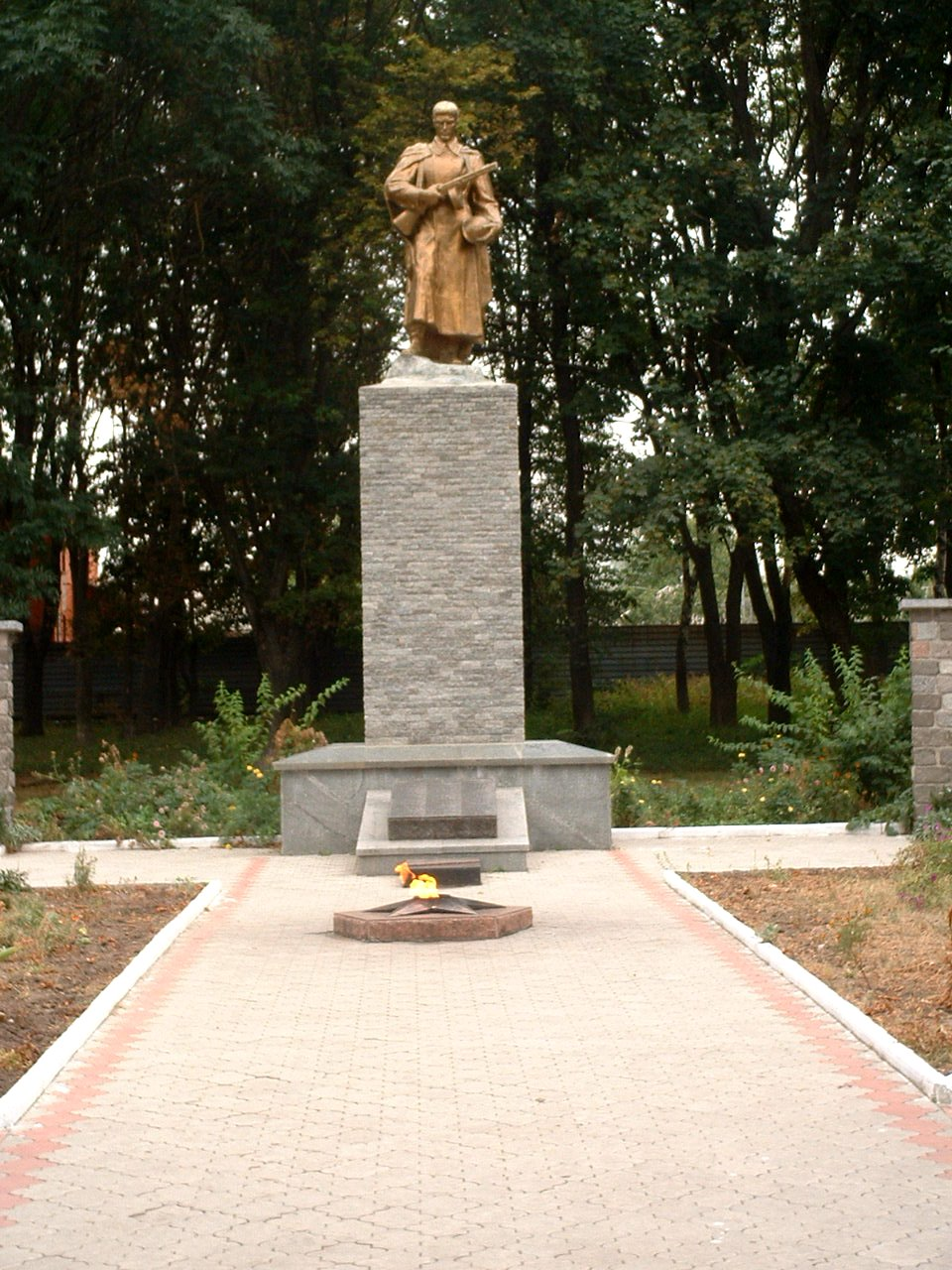
Пам'ятник солдату-визволителю
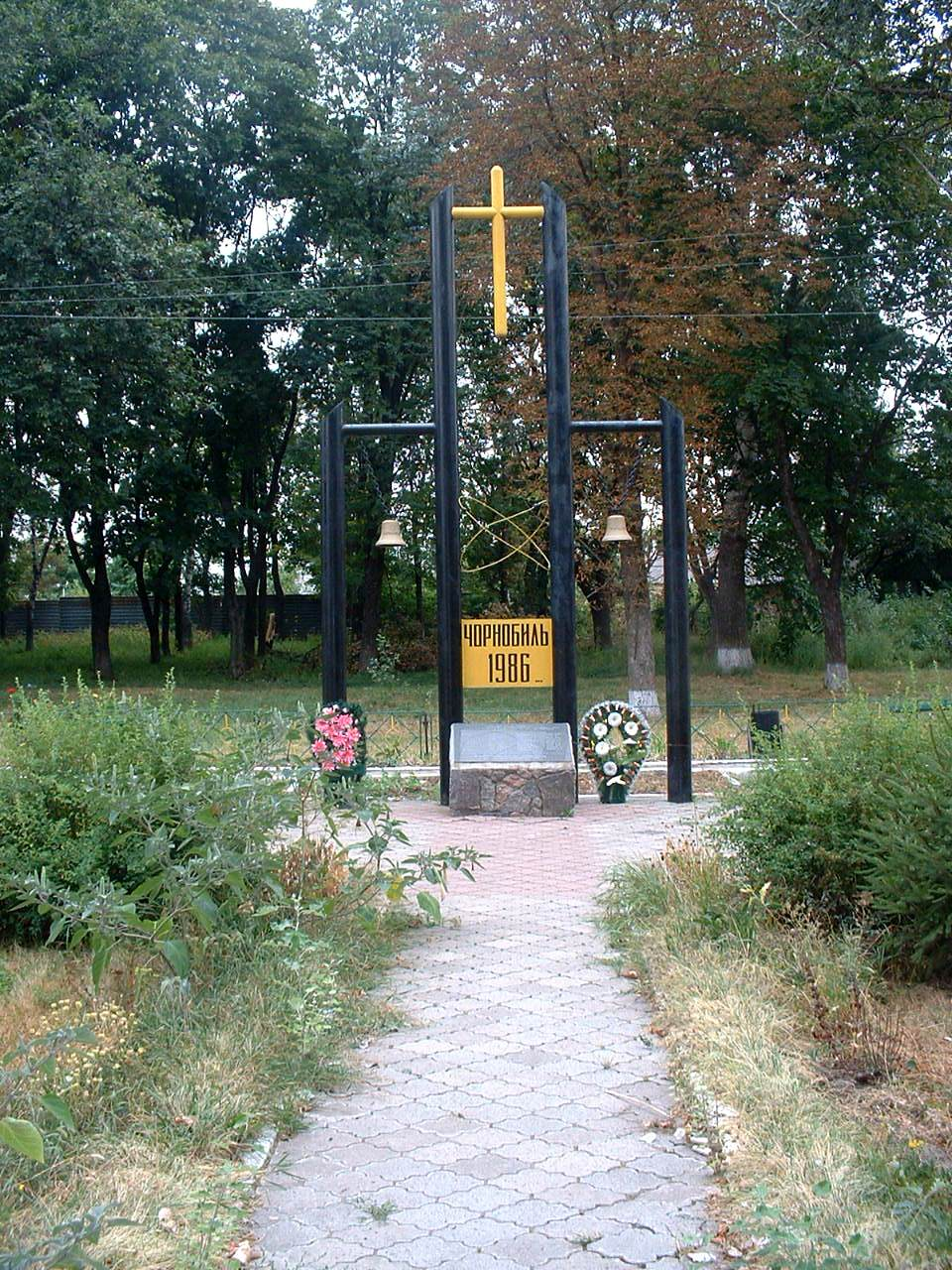
Пам'ятник учасникам ліквідації аварії на Чорнобильській АЕС
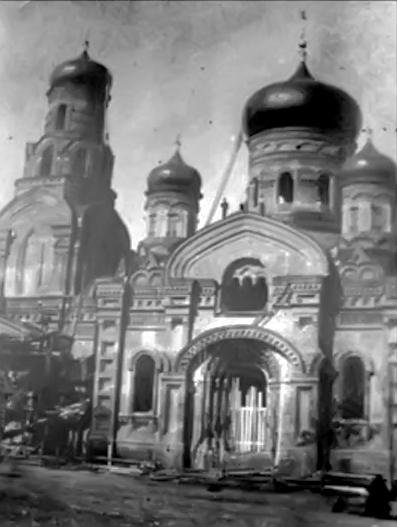
Троїцька церква, 1920-ті роки
Троїцька церква, 2014 рік

### Культові споруди
| Об'єкт                          | Перша згадка                                                                   | Опис | Історія |
| ------------------------------- | ------------------------------------------------------------------------------ | --- | --- |
| Храм Покрови Божої Матері       | 1660 рік — храму був подарований срібний хрест.                                | Стояв на високій горі. Був дерев'яним на мурованому цоколі. Мав п'ять куполів і високу дзвіницю. При ньому працювала парафіяльна школа, бібліотека                                                                   | Перебудований у 1760 та 1891 роках. 1902 року парафіян 1110 чоловічої і 1169 жіночої статі. Остерігаючись гніву опішнян, радянська влада зруйнувала спочатку дзвіницю, і лише через багато років, в 1960 році, руками привезених робітників, із застосуванням техніки, він був практично стертий з лиця землі. Ікони та церковне начиння, які залишилися, були вивезені на болото і затоплені. На місці храму побудована школа, яка стоїть і зараз.                                                    |
| Храм успіння Божої Матері       | 1661 рік — Афанасій Рибка подарував напрестольне Євангеліє.                    | Після відбудови 1865 року був високим, кам'яним, трьохвівтарним. Мав дзвіницю та п'ять куполів. | 1770 року церква перебудована за сприянням Ганни Якубиної. 1902 року парафіян 532 чоловічої та 585 жіночої статей. Зруйнований одразу після Жовтневої революції 1917 року, а з уцілілого цегли вимостили тротуари. На його фундаменті побудований селищний Будинок культури, нині — Центр розвитку духовної культури. |
| Церква Преображення Господнього | Перший запис у церковних книгах — 1693 рік                                     | Була дерев'яною. | 1709 року спалена шведськими військами. 1712 року — відбудована. 1848 року згоріла. Нова, дерев'яна, з прибудованою дзвіницею, двох вівтарна церква була відбудована 1852 року. 1902 року налічувалось 760 парафіян чоловічої та 780 жіночої статей. Розібрана після Жовтневої революції 1917 року. Зараз на її місці приватні житлові будинки. |
| Михалівський храм               | 1696 рік — Герасим Герасименко подарував церкві дзвін вагою 6 пудів.           | Після відбудови 1892 року мав п'ять куполів, був дерев'яним на мурованому цоколі. | Згорів 1743 року. Перебудований у 1785, 1849, 1892 роках. 1902 року парафіян чоловічої статі — 904, жіночої — 905. Згорів в роки Радянсько-німецької війни: разом з запасами зерна, що зберігаються в її приміщенні, церкву спалили відступаючі німецькі війська. На його місці зараз парк. |
| Свято-Троїцька Церква           | 1701 рік — храму був подарований срібний напрестольний хрест                   | Знаходиться в центрі селища. Раніше до неї прилягали велика ярмаркова площа, а також дві торгові вулиці. Після відбудови 1859 року церква мала п'ять куполів і високу багатоярусну дзвіницю з великим куполом вгорі. | Згоріла 1813 року. У 1813—1817 роках на кошти поміщика Коновалова храм відновили. 1859 року добудували муровану дзвіницю. 1902 року налічувалось парафіян 770 чоловічої і 769 жіночої статей. Зруйнована в 1930 році. У 1995—1997 роках зведено новий храм із дзвіницею. 1998 року встановлений 100-кг дзвін. Зараз храм живе повноцінним життям. Працює церковна бібліотека, недільна школа для дітей і місіонерський гурток для дорослих. На святкових богослужіннях у церкві співає молодіжний хор. |
| Всіхсвятська церква             | 1784 рік — церкві митрополитом Самуїлом Миславським було видано новий антимінс | Побудована з дерева. Стояла на центральному кладовищі. Мала парафіяльну школу і квартиру для псаломщика | Відбудована 1800 та 1869 роках. Також зруйнована після революції. |

## Туризм
У селищі розвивається необхідна для прийому гостей інфраструктура.
Туристичний комплекс «Старий хутір» розпочав свою роботу у червні 2010 року. До його складу входять 3 садиби, що збудовані в національних традиціях. Розрахований на 10 гостей, пропонує послуги з проживання, харчування та дозвілля.
Агросадиба «Лялина Світлиця» приймає гостей з 2010 року, розрахована на 4 осіб. Пропонує екскурсійні послуги, проживання та проведення майстер-класів з лялькарства та кулінарства.
У 2013—2014 роках громадською організацією «ВелоПолтава» разом з волонтерами у рамках проєкту «Майндруймо Полтавщиною» розроблені та промарковані туристські веломаршрути загальною завдовжки понад 50 км, що проходять через Опішню та сусідні села.
З 2013 року ГО «Туристичне СЕЛО Полтавщини» займається популяризацією культурних та гастрономічних традицій регіону. Улітку 2014 року організація провела гастрономічний фестиваль.

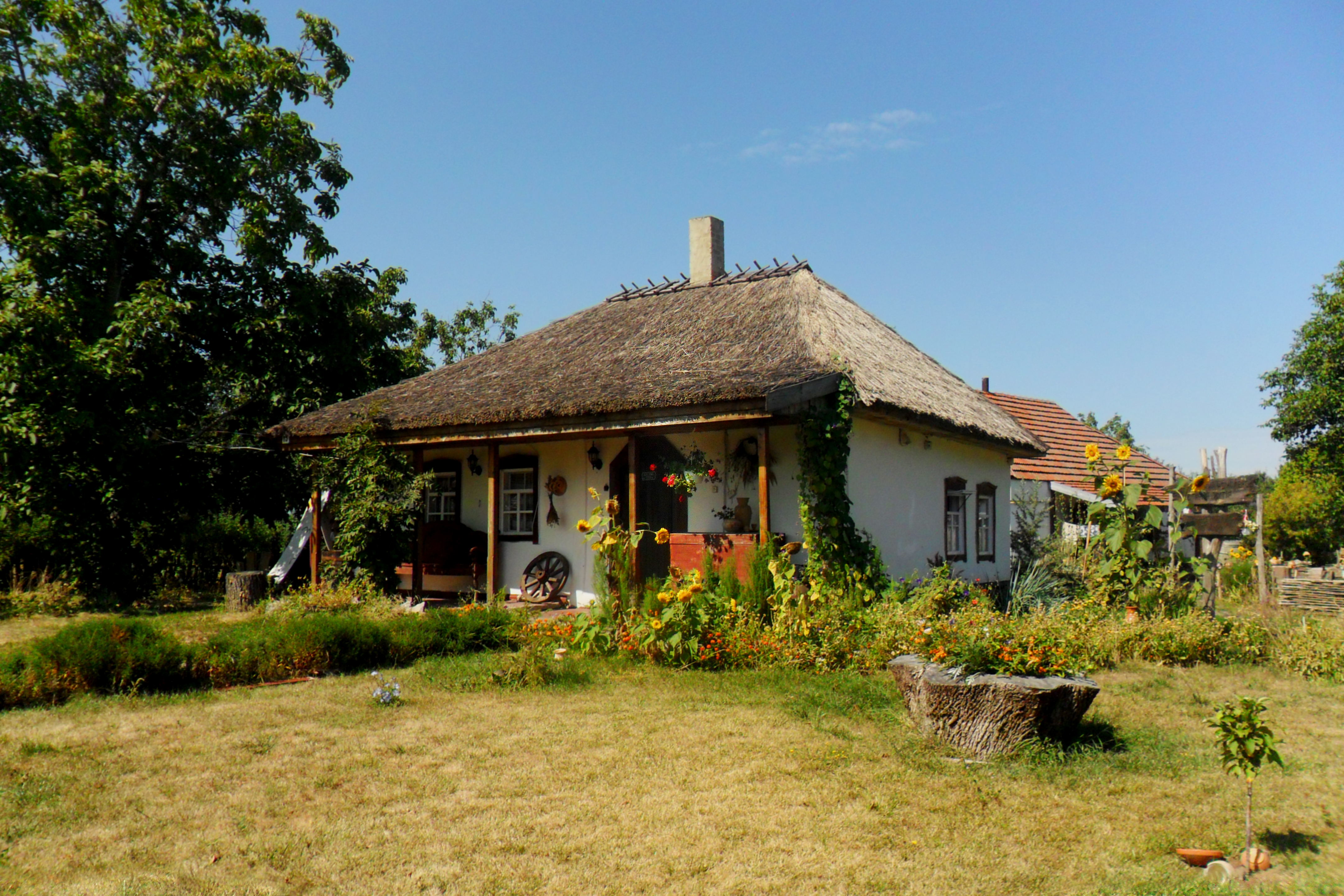
Туристичний комплекс «Старий хутір»
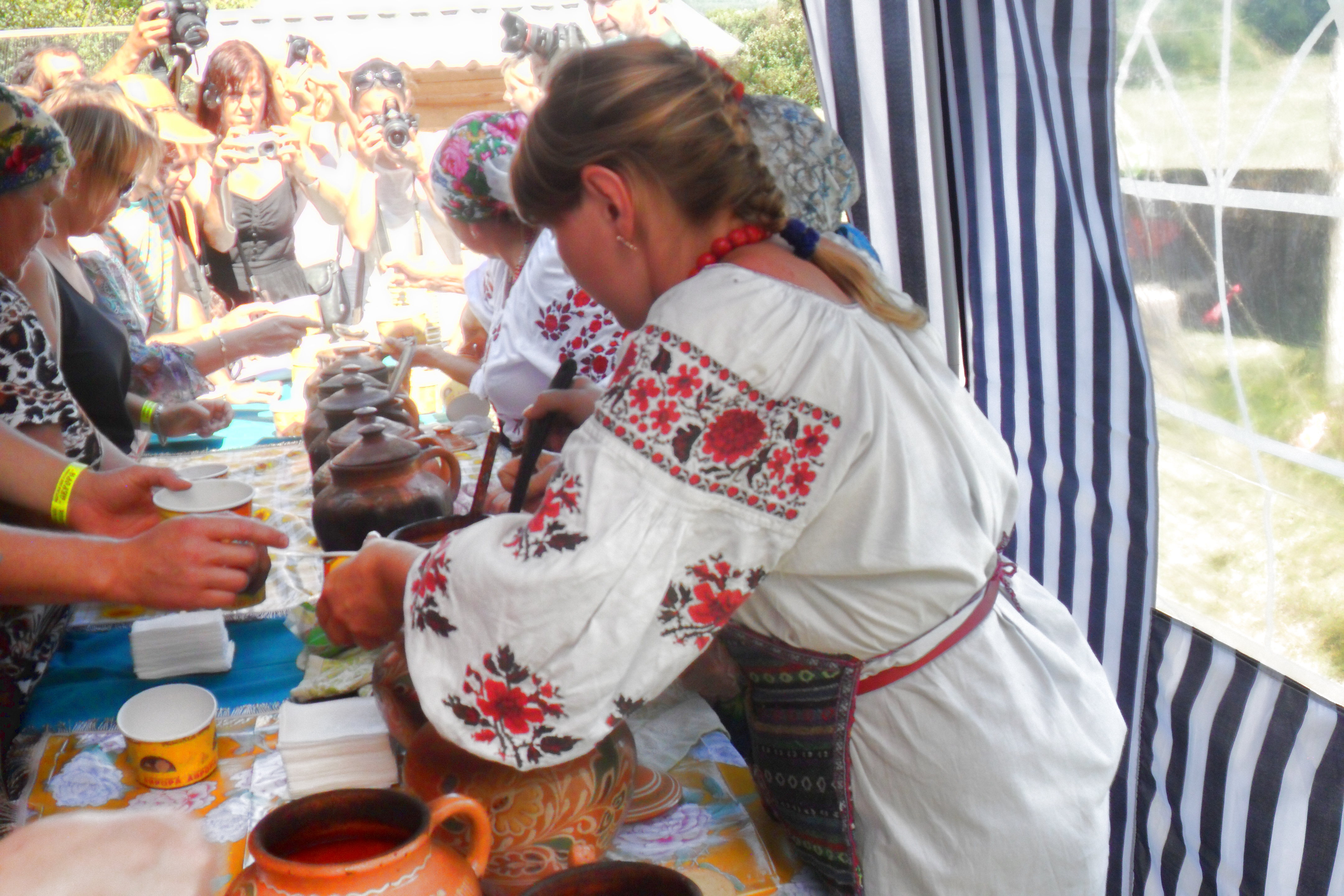
Гастрономічний фестиваль «Борщик в глиняному горщику-2014»

Екскурсійними об'єктами є структурні одиниці Національного музею-заповідника українського гончарства:
| Об'єкт                                                                       | Чим цікавий | Фото | Розташування                            |
| ---------------------------------------------------------------------------- | --- | ---- | --------------------------------------- |
| Національний музей-заповідник українського гончарства                        | В експозиції просто неба представлені ексклюзивні авторські роботи опішнянських гончарів, а також майстрів з інших регіонів, які беруть участь у щорічних фестивалях монументальної керамічної скульптури. У виставковому залі представлені особливо цінні експонати, велика колекція книг про гончарство. |      | вул. Партизанська,102                   |
| Меморіальний музей-садиба гончарської родини Пошивайлів                      | У музеї-садибі зібрано велику колекцію опішнянських теракотових кахель 19 — початку 20 століття і таврованої цегли кінця 19 — початку 20 століття. Загалом фондові колекції налічують 1571 твір кераміки, із них 1347 виробів належать роду Пошивайлів.                                                    |      | вул. Заливчого, 61                      |
| Меморіальний музей-садиба гончарки Олександри Селюченко                      | У фондах музею зберігаються 1095 глиняних творів видатної опішнянської гончарки Олександри Селюченко. |      | вул. Губаря, 29                         |
| Визначні пам'ятки археології й керамології довкола Опішні. Більське городище | Екскурсія до городища роменської культури (8 століття), городища скіфського часу Кардашів Вал (6 століття до н. е.), Могили Вітовта і Розритої Могили, некрополей Більського городища. |      | Околиці Опішні, сіл Лихачівка і Більськ |
| Мистецька галерея Центру розвитку духовної культури                          | У приміщенні проводяться тематичні виставки кераміки, експозиції яких постійно змінюються. |      | вул. Заливчого, 3                       |
| Музей родини Кричевських                                                     | Знайомство з унікальною пам'яткою у стилі українського модерну, зведеною в 1916 році, — «Будинком Кричевського-Лебіщака», діяльністю митця та його династії. |      | вул. Партизанська, 2                    |

## Опішня в творах української культури
Серію картин, присвячених Опішні, на початку XX століття виконав український пейзажист Сергій Васильківський.
Григір Тютюнник у своєму творі «Обнова» пише:
|  | Купаюся в річці поміж лататтям…, а по мосту люди йдуть базарові. Малеча гукає до них з річки: - Тітко, чуєте, тітко! Дайте базарового! Дядьків не чіпають, бо ті сердитіші та й не з нашого села, а з Опішні – у нас їх називають «горщечниками». Везуть хурами горшки, пересипані половою… |

У творі «Дуби шумлять» Іван Іванович Пільгук пише:
|  | Ось уже й Опішня, прославлена горшками та сливами[…] Розвозять опішнянські гончарі свої вироби[…] Тут, на цих глиняних баюрах, від роду до роду живе, бореться за життя дотепне, життєлюбне опішнянське плем'я. Здавна опішняни звикли мандрувати. Адже недаремно опішнянський гончар Олексій Хромий став побратимом Степана Разіна! |

У літературних творах українських класиків селище також згадується як центр садівництва.
У четвертій частині «Енеїди» І. П. Котляревський згадує про опішнянські сливи:
|  | Латин по царському звичаю Енею дари одрядив: Лубенського шмат короваю, Корито опішнянських слив, Горіхів київських смажених, Полтавських пундиків пряжених... |

Прославляв Опішню і Панас Мирний:
|  | Добре знайомі на Полтавщині опішнянські сливи. Сливи ті з породи венгерок, або, як тут (та й краще ж) зовуть їх, угорок, великі, м'ясисті і пригодні для солива... Її кожен знає. Знає й її людей високих, моторних, що з здоровенними бочками солоних слив роз'їжджають усюди по ярмарках... |

Під'їжджаючи з боку Полтави український письменник описав його так:
|  | Ось з'їдемо на гору, й перед нами знову засиніє пояс. То Опішня з своїми хуторами та недалеко лежачими селами синіла. |

|  | Опішня — здоровенне містечко… Весело їхати Опішнею. Було чим очі порадувати, серце звеселити … Усюди видно достачу: хати рублені, високі, ясні й білі; огорожа скрізь добра, улицею — з острішками; в огорожах — сіріють кошари, чорніють загороди, хліви, хлівці; садки, двори пометені чисто. Рука достачі чепурить містечко; по шляху видно де-не-де й шинки, але не так вони кидаються у вічі, як по других селах; тута вони немов ховаються від чужого ока |

У романі Григорія Квітки-Основ'яненка «Пан Халявський» можна теж знайти згадку про Опішню:
|  | Батенько покійні з великою ретельністю діставали з Опішні плодові щепи й самі своїми руками щепили та очкували. Одне слово, сад був чудовий! |

Уродженець Опішні Тимофій Середа присвятив селищу дві своїх композиції: «Про опішнянських гончарів» (на слова Івка-Квітка) та «Опішнянський вальс».
Ініціативу з розбудови селища хотів узяти Олександр Довженко:
|  | Увечері перед сном розповів своєму новому сусіду ідею створення в Києві під безпосереднім шефством уряду невеличкої групи художників-монументалістів, архітекторів, різчиків по дереву і керамістів для того, щоб, вибравши село, скажімо Опішню, і завчасно домовившись з колгоспниками, перебудувати його за кілька років так, щоб воно стало зразковим центром уваги всіх будівників, колгоспників, туристів, мистецтвознавців... Я згадав Пікассо і Леже. Що зробив Пікассо в одному глухому керамічному містечку! Се я запропоную урядові... |

## Цікаві факти
Крім гончарства Опішня також відома сортом слив - угорка опішнянська або опошенка. Це пізній стародавній районований сорт народної селекції з високою врожайністю та властивістю не тріскатися на дереві навіть у дощові роки. Тугі та м’ясисті плоди середнього розміру достигають у середині вересня, відрізняються кольором – коричневим з рожевим відтінком. Якщо базарники у Полтаві хочуть якомога дорожче продати сливи, вони кажуть одну магічну фразу: «Купуйте опошенку».
Місцеві мешканці вміють готувати чимало страв зі сливи, родзинкою є гнічені сливи, вареники зі сливами та тушковане м’ясо зі сливами по-опішнянськи. Гнічені сливи в Опішні додають ледь не в усі страви. Традиційний спосіб добути їх – на сушні, спеціальній плиті, вкопаній у землю, зверху якої викладають тоненькі хворостинки чи решето, а вже на них – фрукти. У плиту підкидають пеньки фруктових дерев, щоб вони не горіли, а тліли, завдяки чому сливи підв’ялюються й набираються аромату диму.

## Місто-побратим
Сероцьк, Польща

## Персоналії

### Уродженці та мешканці
- Багрій Іван Юхимович (1911—1941) — майстер художньої кераміки.
- Білик Василь Андрійович (нар. 1924) — український народний майстер кераміки.
- Білик В'ячеслав Іванович (нар. 1940) — український майстер кераміки.
- Білик Іван Архипович (1910—1999) — український майстер керамічної скульптури.
- Білик-Пошивайло Анастасія Савівна (1930-2010) — заслужена майстриня народної творчості України.
- Вражливий Василь Якович (1903—1937) — український письменник; розстріляний комуністами.
- Глодеревський Іван Степанович (1849—1919) — майстер художньої кераміки.
- Грипич Володимир Григорович (1923—2005) — український актор, народний артист СРСР (1979).
- Грипич Ганна Іванівна (1925—2011) — майстер гончарної іграшки.
- Діденко Ганна Павлівна (нар.1944) — майстер гончарної іграшки, член Національної спілки майстрів народного мистецтва України, лауреат премії імені Данила Щербаківського.
- Зарем'янських Тетяна Григорівна (1921—2013) — Герой Соціалістичної Праці.
- Китриш Михайло Єгорович (нар.1936) — український гончар, скульптор, лауреат Національної премії України імені Тараса Шевченка.
- Кришталь Марія Федотівна (1902—1977) — народна майстриня керамічного розпису.
- Лебіщак Юрій Іванович — (1873—1927) — український технолог-кераміст, завідувач Опішнянського гончарного навчально-показового пункту Полтавського губернського земства (1912—1921).
- Іван Майстренко — громадсько-політичний діяч, публіцист.
- Омеляненко Василь Онуфрійович (нар.1925) — опішнянський гончар, заслужений майстер народної творчості Української РСР, лауреат Премії імені Данила Щербаківського, Національної премії України імені Тараса Шевченка.
- Поросний Василь Васильович (1873—1942) — український радянський народний майстер художньої кераміки.
- Пошивайло Гаврило Ничипорович (1909—1991) — представник опішнянської школи художньої кераміки.
- Пошивайло Олесь Миколайович (нар.1958) — директор Інституту керамології — відділення Інституту народознавства НАН України, доктор історичних наук, заслужений діяч науки і техніки України, депутат Полтавської обласної ради.
- Пошивайло Явдоха Данилівна (1910—1994) — гончарна малювальниця, представниця опішнянської школи художньої мальовки.
- Редчук Галина Василівна (нар.1941) — Заслужений вчитель України, викладач образотворчого мистецтва, організатор художньої студії «Сонячний круг» у Опішнянській восьмирічній школі (тепер Колегіум мистецтв).
- Селюченко Олександра Федорівна (1921—1987) — українська керамістка, народна майстриня.
- Скрипник Дмитро Андрійович — Герой Соціалістичної Праці.
- Трипільська Єлизавета Романівна (1883—1958) — українська скульпторка.
- Шиян Ольга Галактіонівна (1914—2001) — майстер народної керамічної іграшки та скульптури.
- Щербань Олена Василівна (нар.1980) — керамолог, краєзнавець, історик, майстер традиційного народного мистецтва.
- Яковець Роман Михайлович (1991—2014) — солдат Збройних сил України, учасник російсько-української війни[106].
- Яценко Іван (1924—1950) — референт СБ Буковинського окружного проводу ОУН.

|              |                             |                         |                         |                         |
| Юрій Лебіщак | Грипич Володимир Григорович | Вражливий Василь Якович | Редчук Галина Василівна | Щербань Олена Василівна |